# Batalla del Nilo
La batalla del Nilo —también conocida como la batalla de la bahía de Abukir (en inglés: Battle of the Nile, en francés: Bataille d’Aboukir, en árabe: معركة ابو قير البحريه‎)— fue un gran combate naval librado entre la Marina Real británica y la Marina de la Primera República Francesa del 1 al 3 de agosto de 1798 en la bahía de Abu Qir, en la costa mediterránea de Egipto. La batalla fue el punto culminante de la campaña naval que se había extendido a lo largo de todo el mar Mediterráneo durante los tres meses anteriores, cuando partió desde Tolón hacia Alejandría un convoy francés a bordo del cual iba una fuerza expedicionaria bajo el mando del entonces general Napoleón Bonaparte.
Las fuerzas británicas, dirigidas por el contraalmirante sir Horatio Nelson —más tarde conocido como lord Nelson—, derrotaron a las francesas.
Bonaparte trataba de invadir Egipto como el primer paso de una campaña contra la India británica, en un intento de sacar a Gran Bretaña de las Guerras revolucionarias francesas. Mientras la flota de Bonaparte cruzaba el Mediterráneo, una fuerza británica bajo el mando de Nelson, la cual había sido enviada desde la flota del río Tajo con el fin de averiguar el objetivo de la expedición francesa y derrotarla, comenzó su persecución. Durante más de dos meses persiguió a los franceses, llegando a estar en algunas ocasiones a tan solo unas horas de ellos. Bonaparte, que conocía los planes de Nelson, guardó con total discreción su destino y consiguió tomar Malta y después llegar a Egipto sin ser interceptado por las fuerzas navales británicas.
Con el ejército francés en tierra, la flota francesa echó el ancla en la bahía de Abukir, 20 millas —32 kilómetros— al nordeste de Alejandría. El comandante, vicealmirante François-Paul Brueys D'Aigalliers, creía que había tomado una posición defensiva formidable. Cuando la flota británica arribó a Egipto el 1 de agosto y descubrió la disposición de Brueys, Nelson ordenó un ataque inmediato. Sus barcos avanzaron hacia la línea francesa y se dividieron en dos grupos según se acercaban. Uno de ellos atravesó la línea francesa por el espacio existente entre los buques rivales y la orilla, mientras que el otro se enfrentó al flanco francés más alejado de tierra. Tras caer en un fuego cruzado, los navíos de guerra de la vanguardia francesa tuvieron que rendirse tras una fiera batalla de tres horas de duración; el centro de la flota, por otro lado, consiguió repeler el ataque inicial de los británicos. Con la llegada de los refuerzos británicos, estos volvieron a atacar el centro y, a las 22:00 estalló el buque insignia francés, L'Orient. Después del fallecimiento de Brueys y de la derrota de su centro y su vanguardia, la división trasera de la flota francesa trató de escapar de la bahía, pero solo lo consiguieron dos navíos de línea y dos fragatas, de un total de diecisiete barcos.
La batalla dio un vuelco a la situación estratégica de las fuerzas de ambas potencias en el Mediterráneo, y la Marina Real inglesa se afianzó en la posición dominante, en la que se mantendría a lo largo del resto de la guerra. El resultado también alentó a otros países a volverse contra Francia, y fue un factor del estallido de la guerra de la Segunda Coalición. El ejército de Bonaparte quedó atrapado en Egipto, y el dominio británico de la costa siria contribuyó significativamente a la derrota francesa en el asedio de Acre en 1799, previo al regreso de Bonaparte a Europa. Nelson, quien había resultado herido en la batalla, fue vitoreado como un héroe en toda Europa y consecuentemente nombrado barón Nelson, a pesar de que en privado no estaba satisfecho con su recompensa. Sus capitanes también recibieron amplios elogios y pasarían después a formar el núcleo de la Banda de Hermanos de Nelson. La batalla continúa destacando en la cultura popular, siendo probablemente Casabianca, un poema de 1826 de Felicia Hemans, su representación más conocida.

## Preludio
Tras las victorias de Napoleón Bonaparte contra el Imperio austríaco en el norte de Italia —que coadyuvaron en la victoria francesa en la Guerra de la Primera Coalición en 1797—, Gran Bretaña era la única gran potencia europea que estaba aún en guerra con la Primera República Francesa. El Directorio francés sopesó varias opciones estratégicas para enfrentarse a los británicos, entre las que se encontraban invasiones proyectadas de Irlanda y Gran Bretaña y la expansión de la Marina Nacional francesa para poder desafiar a la Marina Real en el mar. A pesar de los esfuerzos por parte de Francia, el control británico de las aguas del norte de Europa hacía que estas aspiraciones se viesen frustradas a corto plazo, y la Marina Real mantuvo el firme control del océano Atlántico. Sin embargo, la marina francesa dominaba el Mediterráneo tras la retirada de la flota británica posterior al estallido de la guerra entre Gran Bretaña y España en 1796. Esto le permitió a Bonaparte proponer una invasión de Egipto como alternativa al enfrentamiento directo con Gran Bretaña, porque creía que los británicos estarían demasiado ocupados por el inminente levantamiento irlandés como para intervenir en el Mediterráneo.
Bonaparte creía que, con el establecimiento de una presencia permanente en Egipto —simbólicamente parte del Imperio otomano, que era neutral—, los franceses obtendrían una importante base para futuras operaciones contra la India británica, posiblemente en colaboración con el anglófobo sultán Fateh Ali Tipu de Seringapatam, que podrían obligar a Gran Bretaña a abandonar la contienda. La campaña dificultaría la comunicación entre Gran Bretaña y la India, una parte esencial del imperio, ya que los beneficios de su comercio aportaban la financiación necesaria para que la metrópoli pudiera proseguir la guerra. El Directorio francés estuvo de acuerdo con los planes de Bonaparte, aunque el deseo de alejarle a él, un político muy ambicioso, y a sus leales veteranos de sus campañas en Italia de Francia tuvo gran importancia en la decisión. Durante la primavera de 1798, Bonaparte reunió a más de 35 000 soldados en la costa mediterránea francesa e italiana y concentró una poderosa flota en Tolón. También creó la Commission des Sciences et des Arts —en español: Comisión de las Ciencias y las Artes—, un cuerpo conformado por científicos e ingenieros destinados a establecer una colonia francesa en Egipto. Napoleón mantuvo el destino de la expedición en secreto, de tal modo que ni tan siquiera la mayoría de los oficiales del ejército conocía el objetivo, ya que Bonaparte no lo reveló en público hasta que no se hubo completado la primera parte de la expedición.

### Campaña en el Mediterráneo

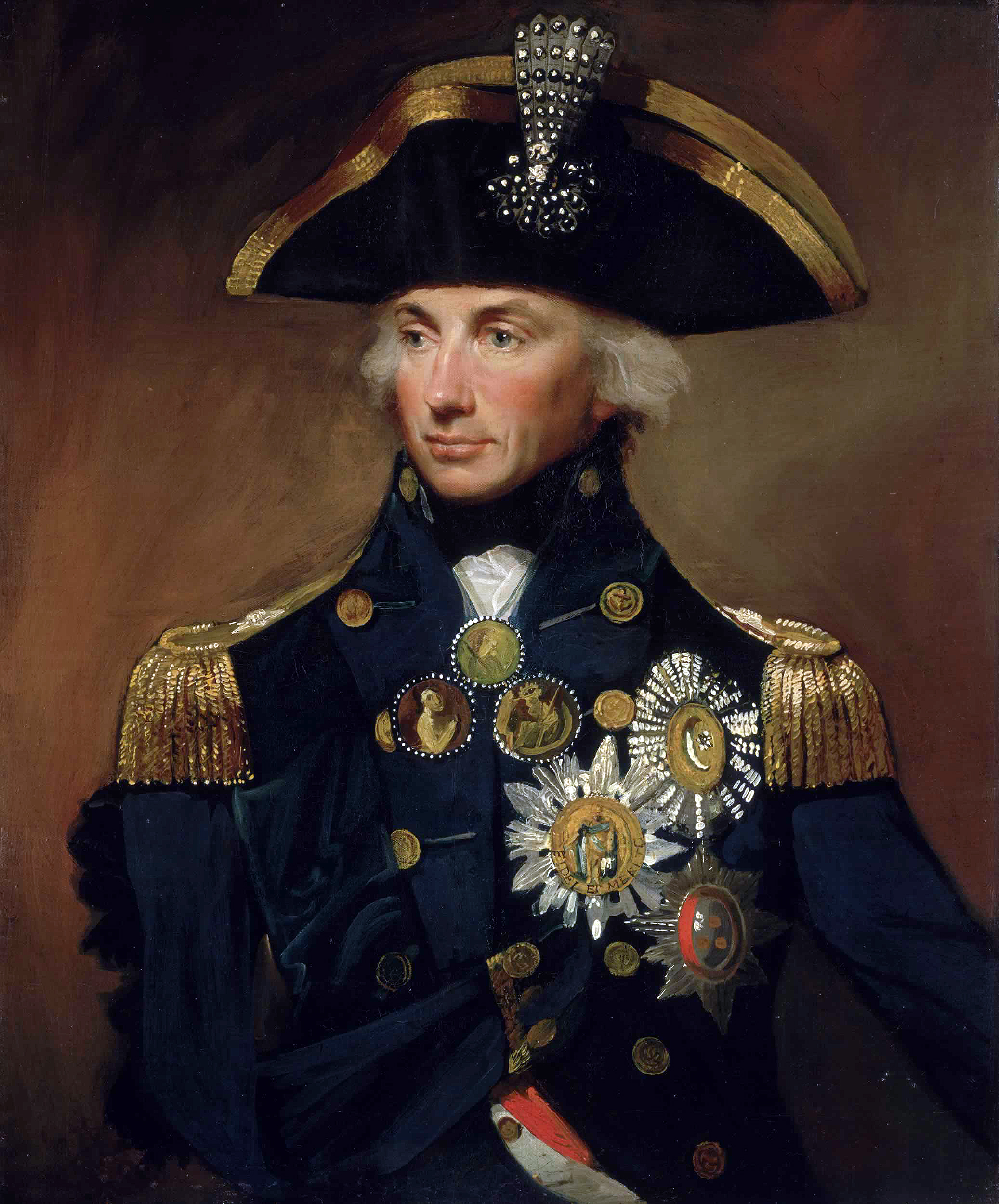
El vicealmirante Horatio Nelson, por Lemuel Francis Abbott, 1800, Museo Marítimo Nacional. En el sombrero de tres picos se puede observar el penacho concedido por el sultán otomano como recompensa por la victoria en el Nilo.

La armada de Napoleón partió de Tolón el 19 de mayo de 1798 y surcó rápidamente el mar de Liguria. A su paso por Génova, se unieron más barcos a la expedición y posteriormente esta puso rumbo a la costa de Cerdeña y pasó por Sicilia el 7 de junio. Dos días después la flota llegó a Malta, la cual era por aquel entonces propiedad de la Orden Militar y Hospitalaria de San Juan de Jerusalén, cuyo gran maestre era Ferdinand von Hompesch zu Bolheim. Bonaparte reclamó permiso para acceder al puerto fortificado de La Valeta. Cuando los miembros de la Orden se lo denegaron, el general francés respondió con la orden de llevar a cabo una invasión a gran escala de las islas maltesas. Tras veinticuatro horas de escaramuzas, los franceses derrotaron a los malteses. La orden se rindió formalmente el 12 de junio y, a cambio de una importante compensación financiera, entregó las islas y todos sus recursos a Bonaparte, incluyendo la abundante propiedad de la Iglesia católica en Malta. Una semana más tarde, Bonaparte había reaprovisionado sus barcos, y el 19 de junio, su flota zarpó hacia Creta, camino de Alejandría. Además, dejó cuatro mil hombres en La Valeta bajo el mando del general Claude-Henri Vaubois con el fin de asegurar el dominio francés de las islas.
Mientras Bonaparte navegaba hacia Malta, la Marina Real inglesa volvió a entrar al Mediterráneo por primera vez en más de un año. Alarmado por los avisos de los preparativos franceses en la costa del Mediterráneo, lord Spencer, del Almirantazgo británico, le envió un mensaje al vicealmirante John Jervis, comandante de la flota mediterránea con base en el río Tajo, con el fin de que enviara una escuadra a investigar la situación. Esta escuadra la componían tres navíos de línea y tres fragatas y se le confió el mando al contraalmirante sir Horatio Nelson.
Nelson era un oficial con amplia experiencia que había quedado tuerto mientras batallaba en Córcega en 1794 y que había recibido encomio por la captura de dos barcos de línea españoles durante la batalla del Cabo de San Vicente en febrero de 1797. En julio de ese mismo año, perdió un brazo en la batalla de Santa Cruz de Tenerife y se vio obligado a volver a Gran Bretaña para recuperarse. A su regreso a la flota del Tajo a finales de abril de 1798, recibió la orden de tomar el mando de la escuadra estacionada en Gibraltar y navegar al mar de Liguria. El 21 de mayo, cuando Nelson estaba ya cerca de Tolón, un vendaval dañó su buque insignia, el HMS Vanguard, que perdió sus masteleros y estuvo a punto de naufragar en la costa corsa. Asimismo, el resto de la escuadra quedó desperdigada. Los navíos de línea se refugiaron en la isla de San Pietro, cerca de Cerdeña; el viento alejó a las fragatas hacia el oeste y no consiguieron regresar.
El 7 de junio, después de que se llevaran a cabo varias reparaciones rápidas en el buque insignia, una flota conformada por diez barcos de línea y uno de cuarto rango se unió a Nelson cerca de Tolón. La flota, bajo el mando del capitán Thomas Troubridge, se había enviado previamente para reforzar a Nelson con órdenes de perseguir e interceptar el convoy de Tolón. A pesar de que Nelson ya tenía suficientes barcos para desafiar a la flota francesa, este debía afrontar dos importantes desventajas: no conocía el destino de los franceses y no disponía de ninguna fragata que emplear para explorar en avanzadilla. Con la esperanza de conseguir información acerca de los movimientos de los franceses, Nelson puso rumbo al sur y se detuvo en la isla de Elba y en Nápoles, donde el embajador británico, sir William Hamilton, le comunicó que la flota francesa había pasado Sicilia en dirección a Malta. Aunque Nelson y Hamilton lo pidieron, el rey Fernando de Nápoles se negó a prestarle sus fragatas a la flota británica por miedo a recibir represalias por parte de Francia. El 22 de junio, una goleta procedente de Ragusa informó a Nelson de la partida desde Malta hacia el este de los franceses el 16 de junio. Tras consultar con sus capitanes, el almirante concluyó que el objetivo francés debía de ser Egipto y puso rumbo allí para comenzar la persecución. Nelson insistió en tomar una ruta directa a Alejandría sin desvíos porque creía incorrectamente que los franceses llevaban una ventaja de cinco días, cuando esta era en realidad de tan solo dos.
En la noche del 22 de junio, la flota de Nelson adelantó a la francesa en la oscuridad, sin darse cuenta de lo cerca que estaba de su objetivo, en parte también a causa de la niebla. Gracias a haber tomado la ruta directa, Nelson arribó a Alejandría el 28 de junio y descubrió que los franceses no estaban allí. Tras una reunión con el comandante otomano Sayyid Muhammad Kurayyim, Nelson ordenó que la flota británica pusiese rumbo hacia el norte. Esta llegó a la costa de Anatolia el 4 de julio y luego viró al oeste hacia Sicilia. Nelson no había alcanzado a los franceses por menos de un día; la vanguardia de la flota rival llegó a Alejandría en la tarde del 29 de junio.
Preocupado por la cercanía de Nelson, Bonaparte ordenó una invasión inmediata; las tropas desembarcaron mediante una operación anfibia cuya planificación había sido bastante pobre y como resultado al menos veinte soldados se ahogaron. Los franceses avanzaron hacia la ciudad de Alejandría a lo largo de la costa y la tomaron al asalto; después de esto, Bonaparte condujo al grueso de su ejército hacia el interior. Le encomendó a su comandante naval, el vicealmirante François-Paul Brueys D'Aigalliers, la tarea de anclar en el puerto de Alejandría, pero los sondeos indicaron que el canal del puerto era demasiado estrecho y de poca profundidad para los barcos más grandes de la flota. Consecuentemente, los franceses seleccionaron un fondeadero alternativo en la bahía de Abu Qir, treinta y dos kilómetros al noreste de Alejandría.
La flota de Nelson llegó a Siracusa, en Sicilia, el 19 de julio, donde obtuvo las provisiones esenciales para continuar su misión. Durante el reabastecimiento, el almirante escribió cartas describiendo los acontecimientos de los meses previos:

Es un antiguo dicho, «los hijos del diablo tienen la suerte del diablo». No puedo saber, o descubrir en este momento, aparte de vagas conjeturas, dónde se encuentra la flota francesa. Toda mi mala suerte, hasta el momento, está relacionada con la falta de fragatas.

El 24 de julio se completó el reaprovisionamiento de la flota y, habiendo determinado que los franceses debían de estar en algún lugar del Mediterráneo oriental, Nelson partió de nuevo rumbo a Morea. El 28 de julio, en Coroni, Nelson obtuvo finalmente información que describía el ataque francés a Egipto y se dirigió hacia el sur. Su avanzada, formada por el HMS Alexander al mando del contralmirante Alexander Ball  y el HMS Swiftsure, avistó finalmente la flota francesa de transporte en Alejandría en la tarde del 1 de agosto.

### Bahía de Abukir

La bahía de Abu Qir, entre la localidad del mismo nombre al oeste y Rosetta al este. En la zona occidental se distingue la punta donde se encontraba el castillo de Abukir, la zona de bajíos y la isla fortificada. La línea de defensa francesa seguía la de la zona de escasa profundidad.

Al percatarse de que el puerto de Alejandría era inadecuado para su flota, Brueys reunió a todos sus capitanes y discutieron las opciones. Bonaparte había ordenado el anclaje de la flota en la bahía de Abukir, un fondeadero poco profundo y expuesto, pero había incluido entre sus órdenes la posibilidad de que Brueys navegara a Corfú, en el norte, dejando únicamente los buques de transporte y unos pocos barcos de guerra más ligeros en Alejandría en el caso de que la bahía resultase excesivamente peligrosa. Brueys se negó a contemplar esta posibilidad, creyendo que su escuadra podría apoyar al ejército francés en tierra, y convocó a los capitanes a bordo de su buque insignia, el L'Orient, equipado con ciento veinte cañones. En él estudiaron cuál sería su respuesta en caso de que Nelson descubriese la flota. A pesar de la vehemente oposición del contraalmirante Armand Blanquet, quien insistió en que la flota podría contraatacar mejor en mar abierto, el resto de los capitanes coincidió en que el anclaje en una línea de batalla en el interior de la bahía era la mejor táctica para enfrentarse a Nelson. Es posible que Bonaparte previera la bahía de Abukir como un fondeadero temporal: el 27 de julio expresó su deseo de que Brueys hubiese transportado ya sus buques a Alejandría, y tres días después, emitió órdenes de que la flota zarpase hacia Corfú con el objetivo de preparar operaciones navales contra los territorios otomanos en los Balcanes, aunque un grupo de beduinos interceptó y asesinó al mensajero que portaba las instrucciones.

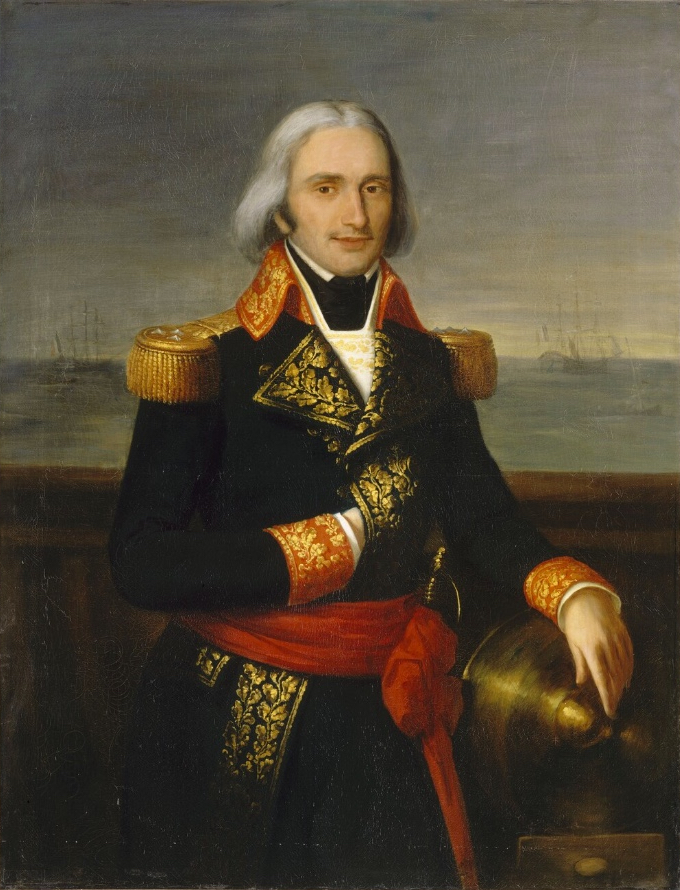
Óleo anónimo que representa a François-Paul Brueys D'Aigalliers, comandante francés en la batalla.

La bahía de Abukir es una hendidura costera de treinta kilómetros de ancho que se extiende desde el pueblo de Abu Qir, en el oeste, hasta Rosetta, en el este, donde se encuentra una desembocadura del río Nilo en el Mediterráneo. En 1798, la bahía estaba protegida por el oeste por unos largos bancos rocosos que penetraban 4,8 km en la bahía desde un promontorio en el que se encontraba el castillo de Abukir. Una fortaleza situada en una isla entre las rocas protegía los bancos rocosos. La guarnición de la fortificación, equipada con al menos cuatro cañones y dos morteros pesados, estaba a cargo de soldados franceses. Brueys había reforzado la fortaleza con buques bombarderos y cañoneros, anclados entre los bajíos rocosos al oeste de la isla en una posición óptima para apoyar a la cabecera de la línea francesa. A lo largo de la bahía, había más bancos rocosos que se extendían hacia el sur de la isla y formaban un semicírculo a unos 1510 metros de la orilla. Estos bancos de rocas no eran lo suficientemente profundos como para permitir el paso de los grandes barcos de guerra, por lo que Brueys ordenó a sus trece navíos de línea que formaran una línea de batalla siguiendo el borde nororiental de los bajíos desde el sur de la isla. Esta posición permitía a los barcos llevar a cabo el desembarco de provisiones por babor mientras cubrían la operación con sus baterías de estribor. Se ordenó que cada nave se uniera por la popa y la proa con fuertes cables a los buques más cercanos, de modo que se crease una larga batería, una barrera teóricamente impenetrable. Además, Brueys situó una segunda línea de cuatro fragatas aproximadamente 320 metros al oeste de la línea principal, prácticamente a mitad de camino entre la línea mayor y el banco. El Guerrier era el primero de la línea y estaba situado 2200 metros al sureste de la isla de Abukir y aproximadamente a 910 metros del extremo de los bajíos que rodeaban la isla. La línea se extendía hacia el sureste y se curvaba hacia mar abierto en su centro. Los barcos franceses estaban separados por intervalos de 150 metros y la línea completa tenía una longitud de 2610 metros. El buque insignia, el L'Orient, se encontraba en el centro de esta, acompañado a proa y a popa por dos grandes navíos equipados con ochenta cañones. El contraalmirante Pierre-Charles Villeneuve, a bordo del Guillaume Tell, era el encargado de la retaguardia de la línea.

Distribución de la flota francesa frente a los bajíos de la costa oeste de la bahía en dos líneas: trece navíos de línea en la principal y cuatro fragatas en la secundaria.

Al disponer sus bajeles de esta manera, Brueys esperaba que los británicos se viesen obligados a atacar su poderoso centro y su retaguardia, lo que le permitiría usar la vanguardia para contraatacar valiéndose del viento del nordeste una vez que hubiese comenzado la batalla. Sin embargo, cometió un importante error: había dejado el espacio suficiente entre el Guerrier y los bancos de rocas para que los barcos enemigos lo atravesaran y pudieran atrapar a la vanguardia francesa, que carecía de apoyo, entre dos fuegos. Además, los franceses solo prepararon el estribor de sus barcos —el cual apuntaba hacia el mar— para la batalla, ya que esperaban que el ataque proviniese de ese lugar, y dejaron el otro costado sin preparar, lo que agravó el error. Los cañones de babor estaban inhabilitados y ese lado de la cubierta se hallaba lleno de elementos amontonados que dificultaban el acceso a los cañones. La disposición de Brueys contenía otro importante defecto: los 150 metros de espacio que había entre cada barco eran lo suficientemente amplios para que un buque británico los atravesase y rompiese la línea francesa. Asimismo, no todos los capitanes franceses habían cumplido las órdenes de Brueys de unirse mediante cables a las naves más cercanas, lo que hubiese evitado tal maniobra por parte de los británicos. La situación empeoró aún más por una orden que exigía que los barcos anclasen únicamente por la proa, dado que los navíos se desplazaban a causa del viento, lo cual aumentaba la distancia entre ellos. Esto también creó áreas desprotegidas a lo largo de la línea francesa. Los barcos británicos podrían de esta manera anclar en esos espacios y atacar a los franceses sin que estos pudiesen ofrecer respuesta alguna. Por añadidura, el despliegue de la flota de Brueys impedía que la segunda línea de fragatas pudiese apoyar a vanguardia de la principal, debido a la dirección del viento predominante.
Un problema aún más urgente para Brueys era la escasez de alimentos y agua para la flota: Bonaparte había descargado prácticamente todas las vituallas de los barcos y no llegaban más desde la costa. Tratando de solucionar esto, Brueys envió grupos de veinticinco hombres de cada barco a que la recorrieran requisando comida, excavando pozos y haciéndose con agua. No obstante, estos grupos necesitaron la escolta de guardias armados para poder reprimir los constantes ataques que sufrían por parte de los beduinos. Por lo tanto, una tercera parte de los marineros de la flota se encontraba permanentemente en tierra. Brueys le escribió una carta al ministro de la Marina francés Étienne Eustache Bruix, en la que describía la situación: «Nuestras tripulaciones son insuficientes, tanto en número como en calidad. Los aparejos, en general, necesitan reparaciones, y estoy seguro de que se necesita bastante valor para llevar a cabo la gestión de una flota que se encuentra en tales condiciones».

## La batalla

### Llegada de Nelson

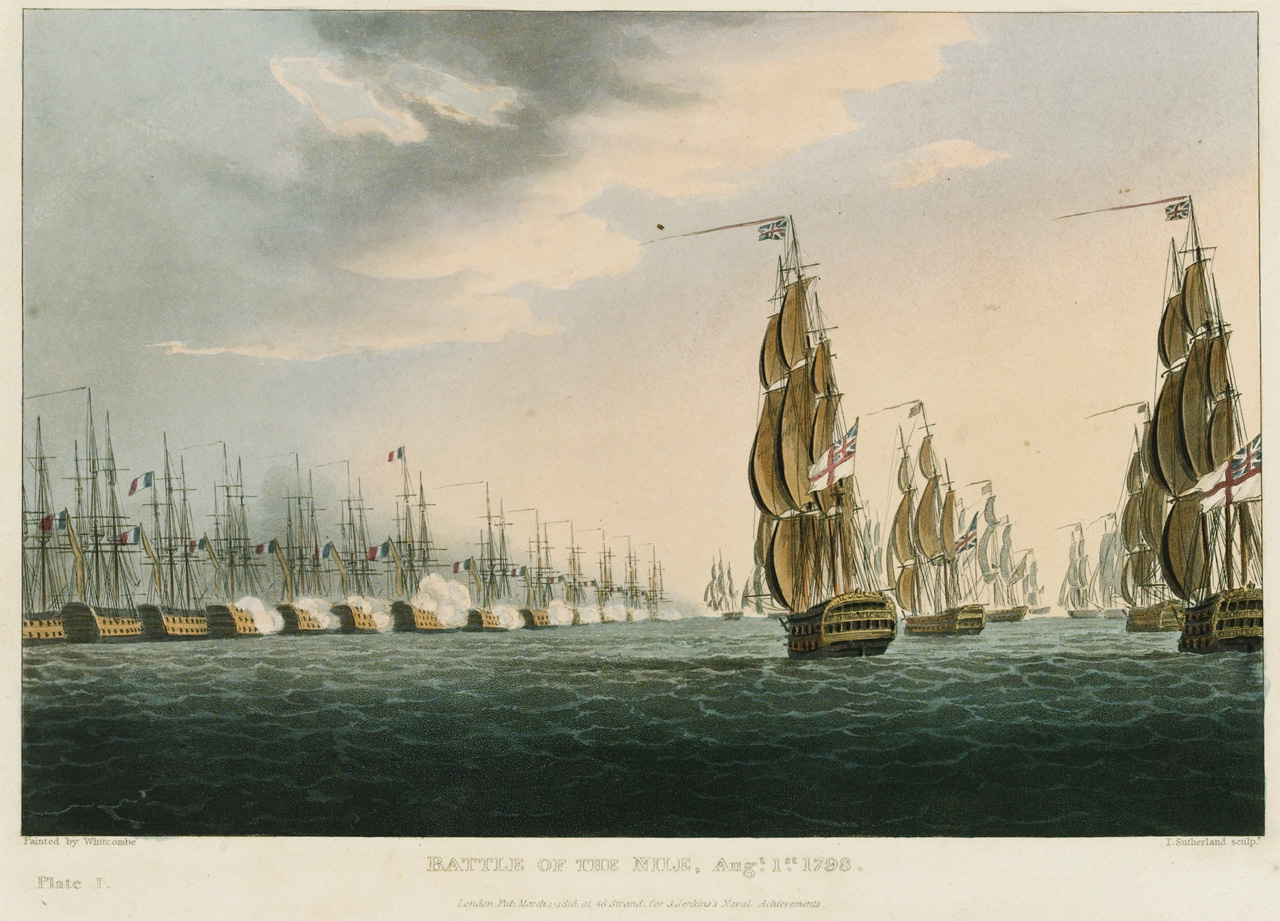
Batalla del Nilo, 1 de agosto de 1798, por Thomas Whitcombe, 1816, Museo Marítimo Nacional. La flota británica se abalanza sobre la línea francesa.

Aunque al principio se sintió frustrado por la ausencia en Alejandría de la principal flota francesa, Nelson sabía que esta debía de estar cerca, ya que los barcos de transporte se encontraban en la ciudad. A las 14:00 del 1 de agosto, los vigías a bordo del HMS Zealous avistaron los barcos franceses anclados en la bahía de Abukir poco antes de que lo hiciese también el HMS Goliath; el teniente de señales del HMS Zealous informó de la presencia de dieciséis navíos de línea franceses, aunque, en realidad, solo había trece. En el mismo momento, los vigías del Heureux, el noveno barco en la línea francesa, descubrieron a la flota británica a aproximadamente nueve millas náuticas de distancia de la boca de la bahía de Abukir. En un principio, los franceses comunicaron la presencia de once barcos británicos —tanto el Swiftsure como el Alexander habían regresado de sus operaciones de exploración en Alejandría, de modo que se hallaban 3 M —5,6 km— al oeste de la flota principal, fuera de la vista—. El barco de Troubridge, el HMS Culloden, estaba alejado asimismo del grupo principal, remolcando un barco mercante que había capturado. Al avistar a los franceses, Troubridge abandonó su navío apresado y trató enérgicamente de volver a unirse a Nelson. A causa de la necesidad de que tantos marineros trabajasen en tierra para abastecer a la escuadra, Brueys no había desplegado ninguno de sus barcos de guerra para que explorasen la zona, lo que le impidió reaccionar rápidamente ante la repentina aparición de los británicos.
Mientras los buques se preparaban para la acción, Brueys ordenó a sus capitanes que acudieran a una conferencia en el L'Orient y se apresuró a llamar también a los grupos que se encontraban en tierra; la mayoría de estos, empero, no llegaron hasta el comienzo de la batalla. Para reemplazarlos, se reunió un gran número de hombres de las fragatas y se les distribuyó entre los bajeles de la línea. Brueys esperaba atraer a la flota británica hacia las rocas en la isla de Abukir, para lo que envió a las goletas Alerte y Railleur, que debían ejercer de señuelos en las poco profundas aguas. Hacia las 16:00, el Alexander y el Swiftsure ya estaban dentro del campo de visión francés, aunque aún algo alejados de la flota británica principal. Brueys ordenó que su línea partiera, lo que contradecía el plan inicial, que consistía en quedarse anclados. Blanquet protestó esta decisión alegando que no había suficientes hombres para navegar al tiempo que otros se ocupaban de manejar los cañones. Nelson, por su parte, ordenó que el barco que encabezaba la escuadra redujera la velocidad para crear así una formación más ordenada. Este hecho convenció a Brueys de que los británicos estaban planeando esperar a la mañana siguiente en vez de arriesgarse a combatir durante la noche en las estrechas aguas de la bahía. En consecuencia, rescindió su anterior orden de zarpar. Brueys podría haber pensado que el retraso le permitiría burlar a los británicos en la oscuridad y seguir de este modo las órdenes de Bonaparte, quien había dictado que evitara una confrontación directa con la flota británica si era posible.
Nelson ordenó que su flota redujera la velocidad a las 16:00 y así fuese posible que los barcos pudieran colocar unos muelles en los cables de anclaje; este era un sistema que aumentaba la estabilidad y permitía a los barcos virar más fácilmente para apuntar sus cañones y enfrentarse a sus enemigos incluso estando fondeados. Igualmente facilitaba las maniobras y, por lo tanto, reducía el riesgo de sufrir algún tiro de enfilada. El plan de Nelson, el cual había surgido de la conversación con sus capitanes durante el viaje de regreso a Alejandría, consistía en avanzar hacia los franceses desde la parte más cercana al mar y concentrarse en atacar la vanguardia y el centro de la línea francesa, de modo que cada barco enemigo tuviera que enfrentarse a dos barcos británicos y el gran L'Orient tuviera que combatir contra tres. La dirección del viento imposibilitaba que la retaguardia francesa pudiera sumarse fácilmente al combate y quedó aislada de la parte delantera de la línea. Para asegurarse de que ninguno de sus barcos abriese fuego contra otro en la confusión del humo y de la noche, Nelson ordenó que cada buque colocara cuatro luces horizontales en el extremo de su mesana e izase un pabellón blanco iluminado, que era diferente de la bandera tricolor francesa, por lo que no se confundirían a pesar de la poca visibilidad. Mientras su barco se preparaba para la batalla, Nelson organizó una cena final con sus oficiales en el Vanguard. En un momento de esta, se levantó y anunció: «Mañana antes de esta hora, me habré ganado el título de par o un lugar en la abadía de Westminster», en referencia a la recompensa por la victoria y al lugar en el que se enterraba a los héroes militares británicos.

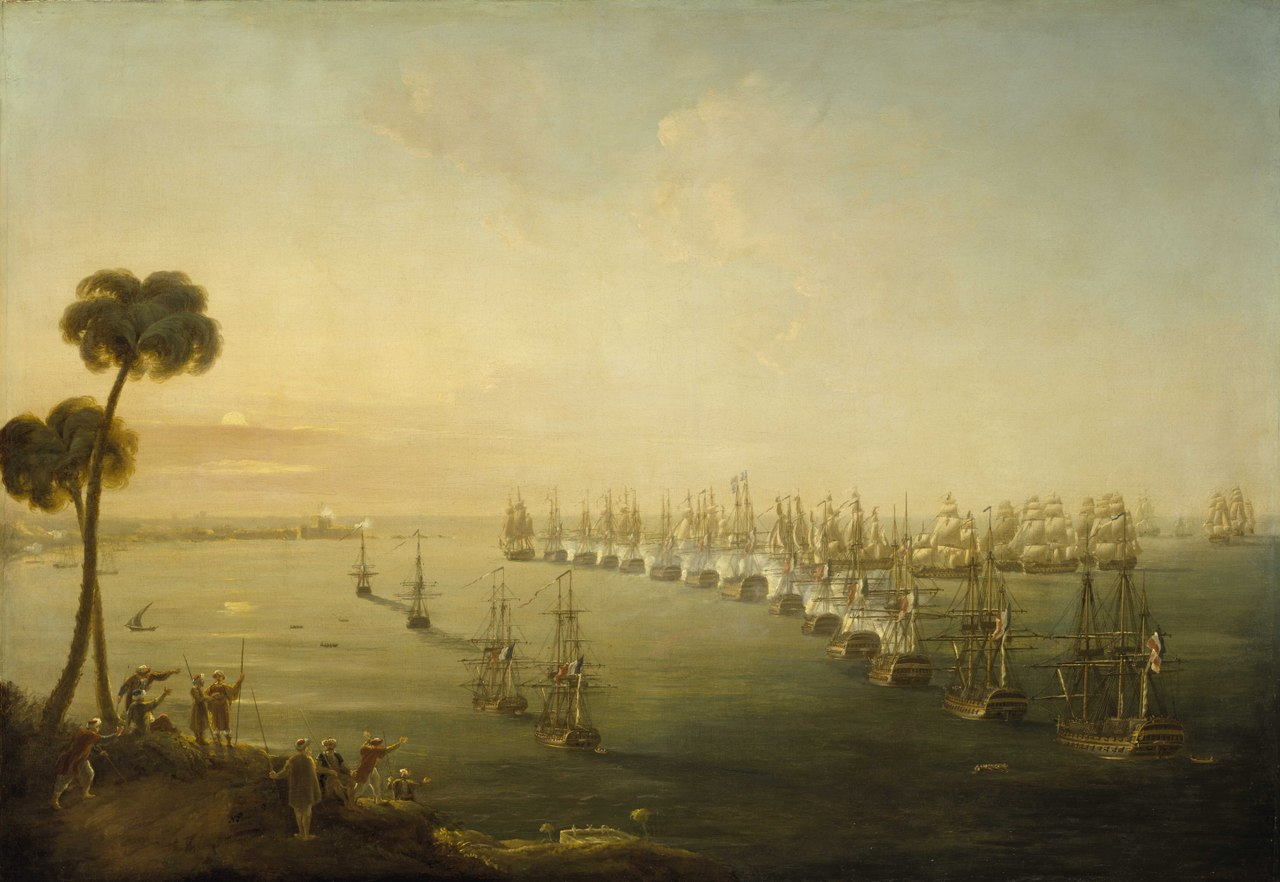
La batalla del Nilo, 1 de agosto de 1798, por Nicholas Pocock, 1808, Museo Marítimo Nacional.

Poco después de que se invalidara la orden francesa de levar anclas, la flota británica comenzó a acercarse rápidamente. Brueys, convencido por ello de que finalmente le atacarían esa noche, ordenó que cada uno de los barcos colocase los muelles en los cables de anclaje y se preparase para la acción. Envió hacia la flota enemiga al Alerte, que pasó cerca de los primeros barcos británicos y después viró bruscamente hacia el oeste, bordeando los bajíos, en un intento de que los navíos de línea enemigos le siguiesen y quedasen atrapados. No obstante, ninguno de los capitanes de Nelson cayó en la trampa y la flota británica continuó avanzando impertérrita. A las 17:30, Nelson ordenó a uno de sus dos barcos de cabeza, el HMS Zealous del capitán Samuel Hood, que se disputaba el honor de ser el primero en abrir fuego contra la línea francesa con el Goliath, que explorase el camino más seguro hacia el interior del puerto. Los británicos no tenían información acerca de la profundidad o la anchura de la bahía, a excepción de un bosquejo cartográfico que había obtenido el Swiftsure de un capitán mercante, un atlas impreciso que se encontraba en el Zealous, y un mapa francés elaborado treinta y cinco años antes, a bordo del Goliath. Hood respondió que sondearía a medida que avanzaba para evaluar la profundidad del agua, y añadió: «si me concedéis el honor de guiaros en la batalla, mantendré el fuego contra el enemigo». Poco después, Nelson detuvo la marcha para conversar con el comandante de la goleta HMS Mutine, el teniente Thomas Hardy, quien había capturado a unos prácticos de una pequeña embarcación alejandrina. Al detenerse el Vanguard, también lo hicieron los bajeles que lo seguían; esto provocó que se abriese una brecha entre el Zealous, el Goliath y el resto de la flota. Con el objetivo de contrarrestar este contratiempo, Nelson ordenó que el HMS Theseus, comandado por el capitán Ralph Miller, adelantase a su buque insignia y se uniera a los dos barcos que formaban la vanguardia. A las 18:00, la flota británica avanzaba de nuevo a toda vela. En ese momento, el Vanguard era el sexto de una línea de diez barcos, el Culloden se encontraba retrasado más al norte, y tanto el Alexander como el Swiftsure, aún al oeste, se apresuraban para tratar de unirse al grueso de la escuadra. Tras el rápido cambio de formación amplia a rígida línea de batalla, ambas flotas desplegaron sus banderas; cada barco británico añadió a su pabellón una bandera de Gran Bretaña —conocida como Union Jack— en sus aparejos por si acaso la principal sufría daños durante la batalla. A las 18:20, mientras el Goliath y el Zealous se abalanzaban rápidamente contra ellos, los primeros buques franceses, el Guerrier y el Conquérant, abrieron fuego.

### Comienzo de la batalla

Mapa de las posiciones y movimientos de los buques durante la batalla, del 1 al 3 de agosto de 1798. Los barcos británicos se representan en color rojo, los franceses en azul. Las posiciones intermedias se representan con líneas discontinuas. Basado en un mapa del libro Inteligencia en la guerra, de John Keegan, 2003.

Diez minutos después de que los franceses abrieran fuego, el Goliath, despreciando los disparos que recibía desde la fortificación por estribor y los del Guerrier por babor, la mayoría de los cuales eran muy altos para alcanzar al barco británico, sobrepasó la punta de la línea francesa. El capitán Thomas Foley había detectado, según se acercaba, la separación inesperada que había entre el Guerrier y las poco profundas aguas de la zona rocosa. Foley decidió sacar provecho de este error táctico y, por propia iniciativa, cambió su ángulo de aproximación y se coló por el espacio entre la línea francesa y los bajíos. En el momento en el que la proa del Guerrier se puso a tiro, el Goliath abrió fuego y le infligió importantes daños con un doble tiro de enfilada al tiempo que el bajel británico viraba a babor y se colocaba también a babor del navío rival, que no estaba preparado para el combate. Los Marines Reales de Foley y una compañía de granaderos austríacos se unieron al ataque disparando con sus mosquetes. Foley había planeado anclar su barco cerca del francés y enfrentarse a él a poca distancia, pero su ancla tardó mucho en descender y dejó atrás al Guerrier. Finalmente, el Goliath se detuvo cerca de la proa del Conquérant; a continuación, abrió fuego contra el nuevo oponente por babor y, con los cañones de estribor —que no había empleado hasta entonces— intercambió algunos disparos con la fragata Sérieuse y la bombarda Hercule. Estos dos barcos se encontraban en la parte interior de la línea de batalla francesa.
A la ofensiva de Foley le siguió la de Hood, a bordo del Zealous, que cruzó asimismo la línea francesa y logró anclar cerca del Guerrier, en el lugar previsto previamente por Foley. Tras esto, comenzó a disparar a la proa del primer barco francés desde poca distancia. Después de cinco minutos, el trinquete del Guerrier cayó, lo que provocó los vítores de las tripulaciones de las naves británicas. La rapidez con la que avanzaba la flota enemiga pilló por sorpresa a los capitanes franceses; estos estaban todavía reunidos a bordo del L'Orient cuando empezaron los disparos. Al percatarse de la llegada de los primeros buques británicos, regresaron apresuradamente a sus navíos. El capitán del Guerrier, Jean-François-Timothée Trullet, gritó desde su barcaza para que sus hombres respondiesen a las andanadas provenientes del Zealous, mientras trataba de alcanzar su buque.
El tercer barco británico en entrar en acción fue el HMS Orion, del capitán James Saumarez. Este rodeó a los que estaban batallando en ese momento en la parte delantera de la línea y maniobró para colocarse entre la línea principal francesa y las fragatas que se encontraban más cerca de la costa. Mientras lo hacía, la fragata Sérieuse abrió fuego contra el Orion, lo que causó heridas a dos hombres. La convención sobre guerra naval de aquella época estipulaba que los navíos de línea no atacasen a las fragatas en caso de que hubiese barcos del mismo porte a los que poder enfrentarse, pero al abrir fuego, el capitán francés Claude-Jean Martin había invalidado esta norma. Saumarez esperó a que la fragata estuviese cerca para responder al ataque. El Orion necesitó tan solo una descarga de sus baterías para destrozar la fragata, y la maltrecha embarcación de Martin quedó a la deriva en los bajíos. Durante el retraso que causó este desvío, dos naves británicas más habían entrado en batalla: el Theseus, armado como barco de primera clase, siguió la trayectoria de Foley frente a la proa del Guerrier. Miller condujo su barco por el medio del tumulto de los navíos británicos y franceses anclados hasta que se encontró con el tercer buque rival, el Spartiate. Ancló a babor de este y le disparó desde poca distancia. El HMS Audacious, al mando del capitán Davidge Gould, atravesó la línea francesa por el hueco existente entre el Guerrier y el Conquerant y ancló entre ambos navíos para descargar tiros de enfilada contra ambos. A continuación, el Orion volvió a unirse a la acción más al sur de lo que pretendía. Atacó al quinto barco francés, el Peuple Souverain, y al buque insignia del almirante Blanquet, el Franklin.
Los siguientes tres buques británicos, con el Vanguard en cabeza seguido del HMS Minotaur y del HMS Defence, permanecieron en línea de batalla y fondearon a estribor de la línea francesa a las 18:40. Nelson concentró el fuego de su buque insignia en el Spartiate, mientras que el capitán Thomas Louis, a bordo del Minotaur, atacaba al Aquilon, que no había participado en la batalla hasta ese momento, y el capitán del Defence John Peyton se sumaba al ataque contra el Peuple Souverain. Como la vanguardia francesa ya se hallaba ampliamente superada en número, los siguientes navíos británicos, el HMS Bellerophon y el HMS Majestic, evitaron a los barcos que estaban enfrentándose en la vanguardia de la línea y avanzaron hacia el centro francés, aún intacto. Poco después, ambos bajeles comenzaron a batallar con enemigos mucho más poderosos que ellos y sufrieron terribles daños. El capitán del Bellerophon, Henry Darby, no fue capaz de anclar el barco en el lugar previsto, cerca del Franklin, y su navío quedó bajo la principal batería del buque insignia de la escuadra enemiga. Al capitán a bordo del Majestic, George Blagdon Wetcott, le ocurrió algo similar y estuvo a punto de colisionar con el Heureux; tras este incidente, recibió numerosos disparos provenientes del HMS Tonnant. Incapaz de detenerse a tiempo, el foque del barco de Westcott y el obenque del Tonnant se enzarzaron.
Los franceses también sufrieron. El almirante Brueys, a bordo del L'Orient, recibió graves heridas en la cara y una mano durante los primeros intercambios de disparos con el Bellarophon a causa de la metralla. El último barco de la línea británica, el Culloden, comandado por Troubridge, se acercó mucho a la isla de Abukir y quedó atrapado en las rocas a consecuencia de la oscuridad. A pesar de los constantes esfuerzos de los botes del Culloden, la goleta Mutine y el HMS Leander, dirigido por el capitán Thomas Thompson, el navío no pudo zafarse y las olas lo empujaron más hacia el interior, lo que causó importantes daños al casco de la embarcación.

### Rendición de la vanguardia francesa
A las 19:00, los británicos procedieron a encender las lámparas de identificación situadas en las mesanas de los buques. El Guerrier ya estaba desarbolado y prácticamente destruido, blanco de las descargas de los distintos navíos enemigos según se acercaban a la línea francesa. El Zealous, en cambio, apenas tenía daños: Hood había colocado el navío fuera del alcance de los cañones de los dos costados del barco rival y, en cualquier caso, el Guerrier no estaba preparado para combatir simultáneamente por ambas bandas, ya que sus cañones de babor estaban bloqueados por la mercancía que estaba almacenada en ese lado de la nave. A pesar de las condiciones en las que se encontraba su barco, la tripulación del Guerrier se negó a rendirse y continuó disparando los pocos cañones aún funcionales pese a la contundente respuesta del Zealous. Además del fuego de los cañones, Hood ordenó a sus infantes de marina que empleasen sus mosquetes y disparasen salvas dirigidas a la cubierta del barco francés. No obstante, esto solo provocó que la tripulación enemiga tuviese que ponerse a cubierto, pero los británicos no consiguieron que se rindiese. Dicha rendición no se produjo hasta las 21:00, cuando Hood envío una chalupa lista para abordar al Guerrier. El Conquérant ofreció menor resistencia y se rindió antes, después de recibir varias andanadas de parte de los barcos británicos que pasaban cerca de su posición y del derribo de sus tres mástiles antes de las 19:00, como consecuencia de los ataques llevados a cabo por el Audacious y el Goliath. El capitán Etienne Dalbarade, a la vista de las pésimas condiciones en las que se encontraba su navío y con heridas mortales, hizo arriar la bandera de su barco y, a continuación, un grupo de abordaje se apoderó de la nave. A diferencia del Zealous, los otros dos barcos británicos que habían combatido al Conquérant sufrieron importantes daños en el enfrentamiento. El Goliath perdió la mayoría de sus aparejos, sufrió más de sesenta bajas y sus tres mástiles resultaron dañados. El capitán Gould, a bordo del Audacious, habiendo derrotado a sus rivales, se aprovechó de un muelle situado en el cable para prender fuego al Spartiate, el siguiente barco francés de la línea. Al oeste, el maltrecho Sérieuse se hundió cerca de los bajíos. Los supervivientes del naufragio se lanzaron a los botes y remaron hasta la orilla; los mástiles del bajel quedaron sobresaliendo por encima del agua somera.

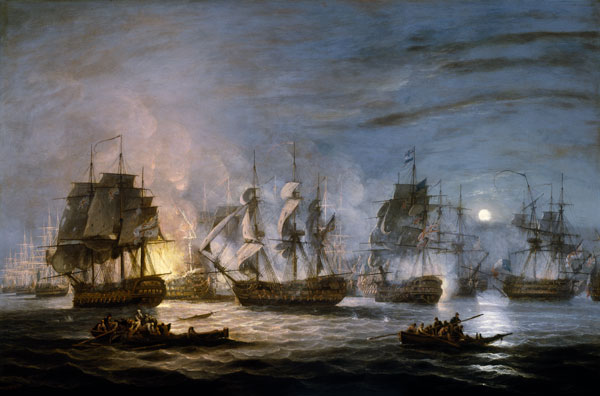
La batalla del Nilo, por Thomas Luny, 1830, Museo Marítimo Nacional.

El capitán Maxime Julien Émeriau se enfrentaba ahora a cuatro navíos enemigos —Theseus, Vanguard, Minotaur y Audacious—, después de que el Audacious desviase sus baterías hacia el Spartiate. A los pocos minutos, los tres mástiles del barco francés habían caído, pero la batalla continuó alrededor del Spartiate hasta las 21:00, hora en la que Emeriau, malherido, ordenó arriar la bandera. A pesar de haber estado en inferioridad numérica, el Spartiate había recibido ayuda del siguiente barco en la línea, el Aquilon, el único de la vanguardia francesa que se estaba enfrentando tan solo a un oponente, el Minotaur. El capitán Antoine René Thévenard usó un muelle de la cuerda del ancla para colocar su barco en la posición apropiada para lanzar una andanada contra la proa del buque insignia de Nelson, cuya tripulación sufrió cien bajas, incluyendo al almirante. Cerca de las 20:30, una astilla de metralla del Spartiate golpeó la frente de Nelson, cuyo ojo derecho ya estaba dañado. La astilla le provocó un pequeño desgarro de piel que le dejó ciego por unos momentos. El almirante cayó en los brazos del capitán Edward Berry, que le llevó al interior del navío. Nelson, seguro de que la herida era grave, gritó: «Me han matado, dad recuerdos a mi mujer de mi parte», y llamó a su capellán, Stephen Comyn. El cirujano del Vanguard, Michael Jefferson, analizó inmediatamente la herida e informó al almirante de que se trataba de un simple desgarrón y le suturó la herida. A continuación, Nelson desobedeció las órdenes de Jefferson de mantenerse en reposo y volvió a la cubierta poco antes de que explotara el L'Orient para supervisar los últimos compases de la batalla. Aunque la maniobra de Thévenard había resultado exitosa, colocó su propia proa al alcance de los cañones de Minotaur; por consecuencia, a las 21:25, el barco francés ya estaba desarbolado y destruido y los oficiales se vieron obligados a rendirse tras el fallecimiento del capitán Thévenard. Habiendo derrotado a su enemigo, el capitán del Minotaur, Thomas Louis, puso rumbo al sur para unirse al ataque contra el Franklin.

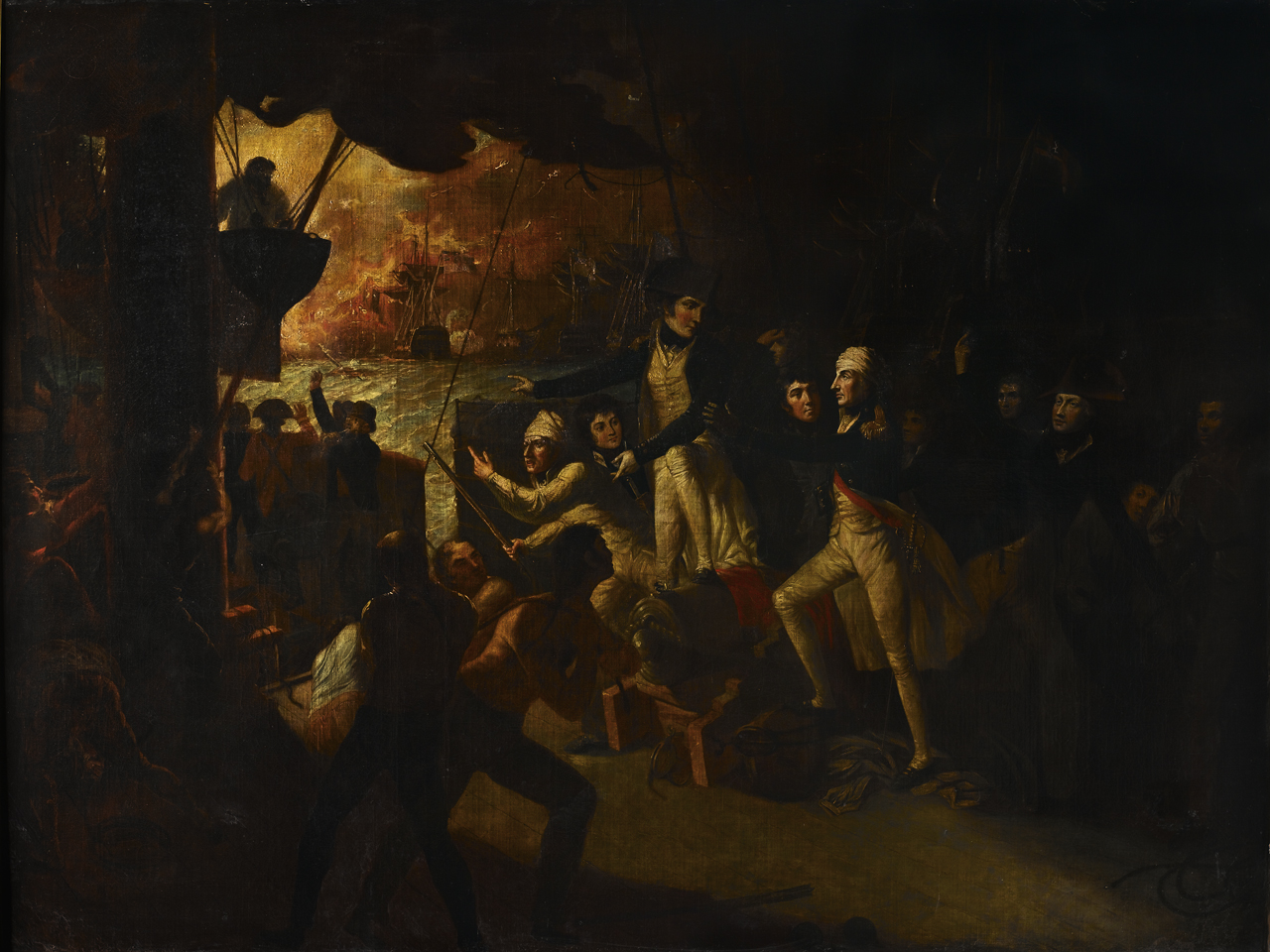
Batalla del Nilo, 1 de agosto de 1798, por Daniel Orme, 1805, Museo Marítimo Nacional. Nelson regresa a la cubierta después de que le cubrieran la herida.

El Defence y el Orion lanzaron un ataque conjunto contra el quinto barco francés, el Peuple Souverain. Atacaron por ambos costados y el navío británico perdió rápidamente su trinquete y su palo mayor. A bordo del Orion, dos hombres murieron y el capitán Saumarez resultó herido tras caerles encima un trozo de madera que previamente se había desprendido de uno de los mástiles. En el Peuple Souverain, mientras tanto, el capitán Pierre-Paul Raccord se encontraba gravemente herido y ordenó cortar la cuerda que los mantenía anclados para tratar de escapar del bombardeo. Entonces, el navío viró hacia el sur, en dirección al lugar en el que se hallaba el L'Orient. Este abrió fuego contra el navío al confundirlo con uno enemigo en la oscuridad. Tanto el Orion como el Defence fueron incapaces de perseguir al navío. El Defence había perdido su trinquete y un brulote improvisado que deambulaba por el escenario de la batalla casi chocó con el Orion. El origen de este navío, un barco en llamas y cargado con material altamente inflamable, es incierto, pero podría haber sido lanzado desde el Guerrier al inicio de la batalla. El Peuple Souverain echó el ancla cerca del L'Orient, pero dejó de intervenir en el enfrentamiento. El maltrecho navío se rindió a lo largo de la noche. El Franklin permaneció en el combate, pero Blanquet había sufrido una herida grave en la cabeza y el capitán Gillet había tenido que ser llevado inconsciente a los camarotes inferiores con lesiones significativas. Poco después, tras la explosión de un armario en el que se guardaban armas, se originó un incendio en el alcázar, que causó dificultades a la tripulación a la hora de extinguirlo.
Al sur, el HMS Bellerophon se encontraba en apuros por el intenso fuego al que le sometía el L'Orient. A las 19:50, tanto el palo principal como la mesana se derrumbaron y se desencadenaron simultáneamente varios incendios en distintos puntos del navío. A pesar de que las llamas se sofocaron con rapidez, la tripulación del barco sufrió más de doscientas bajas. El capitán Dairby se percató de que su posición era insostenible y ordenó que se cortasen los cables de anclaje a las 20:20. El maltrecho barco se alejó de la batalla entre continuos disparos provenientes del Tonnant; finalmente, su trinquete también se desplomó. El L'Orient había sufrido importantes daños y el almirante Brueys había sido alcanzado por una bala de cañón en el vientre que estuvo a punto de partirlo por la mitad. Falleció un cuarto de hora después, tras haberse negado a bajar a los camarotes. El capitán del L'Orient, Luc-Julien-Joseph Casabianca, sufrió heridas en la cara, provocadas por varias astillas que habían salido despedidas, y cayó inconsciente. Al mismo tiempo, su hijo de doce años perdió una pierna tras recibir un impacto de bala mientras se encontraba al lado de su padre. El barco británico más meridional, el Majestic, se había enzarzado brevemente con el Tonnant y, en el combate resultante, sufrió numerosas bajas. El capitán George Blagdon Westcott fue uno de los que murieron por un disparo de mosquete. El teniente Robert Cuthbert asumió el mando del navío y consiguió retirarse, permitiendo al Majestic, gravemente dañado, que fuera arrastrado hacia el sur. De este modo, a las 20:30, se hallaba entre el Tonnant y el siguiente barco en la línea francesa, el Heureux, batallando contra ambos. Para prestar apoyo al centro, el capitán del Leander, Thompson, desistió de sus intentos de desencallar el Culloden de las rocas y se dirigió hacia la línea francesa. Al aproximarse, se aprovechó del espacio que había dejado el Peuple Souverain tras su partida y trató de infligir daños al Franklin y al L'Orient mediante intensos tiros de enfilada.
Mientras la batalla seguía su curso en la bahía, los dos barcos británicos rezagados intentaban vigorosamente intervenir en el enfrentamiento, guiándose por los destellos de los disparos. El capitán Benjamin Hallowell, a bordo del Swiftsure, pudo evitar los bajíos de Abukir tras avistar el Culloden, que se encontraba encallado, y, después de flanquear el tumulto de navíos que estaban batallando en la vanguardia de la línea francesa, se dirigió al centro francés. Poco después de las 20:00, la tripulación divisó un casco desarbolado que estaba efectuando un viraje delante del Swiftsure y, en un principio, Hallowell ordenó a sus hombres que le disparasen. Sin embargo, anuló la orden al conocer la identidad del extraño navío. Al tratar de comunicarse con el maltrecho barco, Hallowell había recibido la siguiente respuesta: «Bellerophon, alejándose de la acción, inservible». Hallowell se sintió aliviado por no haber atacado accidentalmente a uno de sus propios barcos en la oscuridad y, a continuación, se colocó entre el L'Orient y el Franklin y abrió fuego contra ambos. El Alexander fue el último de los barcos británicos en tomar parte en la acción, ya que había seguido al Swiftsure. El navío se acercó al Tonnant, que había comenzado a alejarse del buque insignia francés. A continuación, el capitán Alexander Ball se unió al ataque contra L'Orient.

### Destrucción delL'Orient

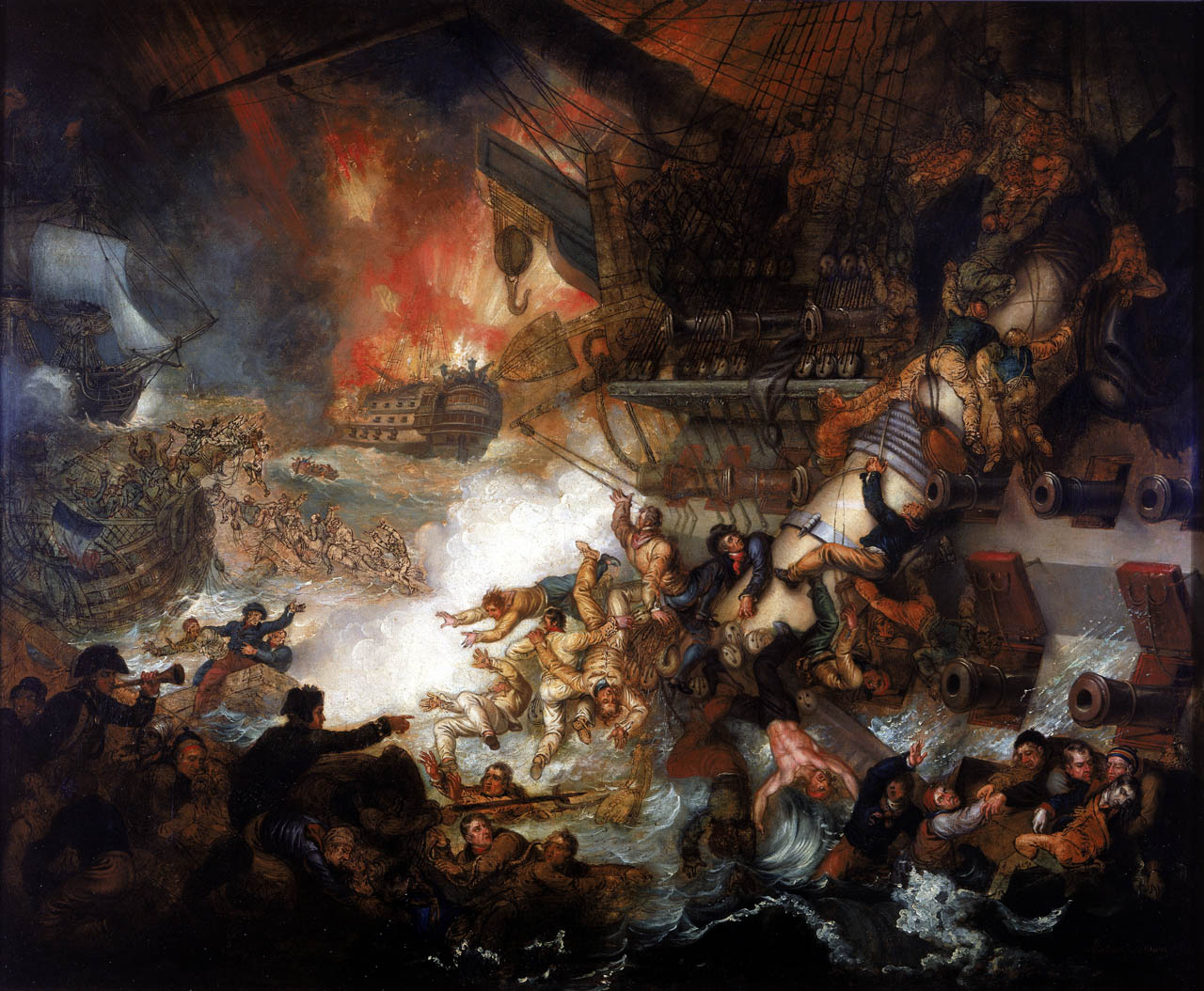
La batalla del Nilo: destrucción del L'Orient, 1 de agosto de 1798, por Mather Brown, 1825, Museo Marítimo Nacional.

A las 21:00, los británicos se percataron de que había fuego en las cubiertas inferiores del L'Orient. El capitán Hallowell, a sabiendas de los daños que el incendio podía causar al buque insignia francés, ordenó a los artilleros que disparasen directamente al lugar en el que había fuego. Los constantes disparos británicos expandieron las llamas a lo largo de toda la popa del barco e imposibilitaron cualquier intento de sofocarlas. Pocos minutos después, las llamas ascendieron por los aparejos y las velas comenzaron a arder. Los barcos británicos más cercanos al buque en llamas, el Swiftsure, el Alexander y el Orion, dejaron de disparar, cerraron sus portas y empezaron a alejarse del L'Orient, con el fin de no resultar perjudicados por el inminente estallido de la munición almacenada a bordo del navío francés. Asimismo, retiraron a sus tripulantes de los cañones para formar grupos que se encargasen de empapar las velas y las cubiertas de sus propios navíos con agua de mar y evitar así que estas prendieran fuego. Del mismo modo, los barcos franceses Tonnant, Hereux y Mercure cortaron los cables de las anclas y se dejaron arrastrar hacia el sur para alejarse del barco en llamas. Sobre las 22:00, el fuego llegó a los polvorines y el L'Orient quedó prácticamente destruido a causa de una gran explosión. La onda expansiva fue lo suficientemente potente para desgarrar las costuras de los barcos más cercanos, mientras que trozos del casco salieron despedidos incluso por encima de los navíos que se encontraban alrededor. El Swiftsure, el Alexander y el Franklin entraron en llamas a causa de la caída del pecio, pero en todos los casos la tripulación pudo sofocar los respectivos incendios con cubos de agua, aunque se originó una segunda explosión en el Franklin.
Jamás se ha podido determinar con certeza cómo surgió el incendio en el L'Orient, pero una de las versiones más aceptadas es que se habían dejado tinajas llenas de aceite y pintura en la toldilla, en vez de haber sido almacenadas correctamente una vez finalizados los trabajos de pintura del casco del barco poco antes del comienzo de la batalla. Se cree que una guata en llamas proveniente de uno de los navíos británicos debió caer en la cubierta y, tras entrar en contacto con la pintura, esta comenzó a arder. A continuación, las llamas se habían extendido rápidamente por el camarote del almirante y habían alcanzado un polvorín en el que se almacenaba munición diseñada para arder más intensamente en el agua que en el aire. El capitán de la flota, Honoré Ganteaume, por el contrario, señaló que la causa del incendio fue una explosión en el alcázar, después de una serie de incendios más pequeños en los botes situados en la cubierta principal. Cualquiera que fuera el origen, el fuego se propagó con rapidez a través de los aparejos del navío, sin que las bombas contraincendios, destrozadas previamente por los británicos, pudiesen detenerlo. A continuación, se originó un segundo incendio en la proa. Este atrapó a cientos de marineros en el centro de la cubierta. Investigaciones arqueológicas llevadas a cabo posteriormente descubrieron restos del buque esparcidos a más de quinientos metros de distancia y evidenciaron que el naufragio del barco lo habían causado dos explosiones consecutivas. Cientos de hombres se lanzaron al mar para escapar de las llamas, pero tan solo cien sobrevivieron. Los botes británicos rescataron a setenta supervivientes aproximadamente, entre los que se figuraba el oficial Léonard-Bernard Motard. Otros pocos, incluyendo a Ganteaume, lograron llegar a la costa en balsas. El resto de la tripulación —más de mil personas— falleció, entre los que estaban el capitán Luc-Julien-Joseph Casabianca y su hijo de doce años Giocante.

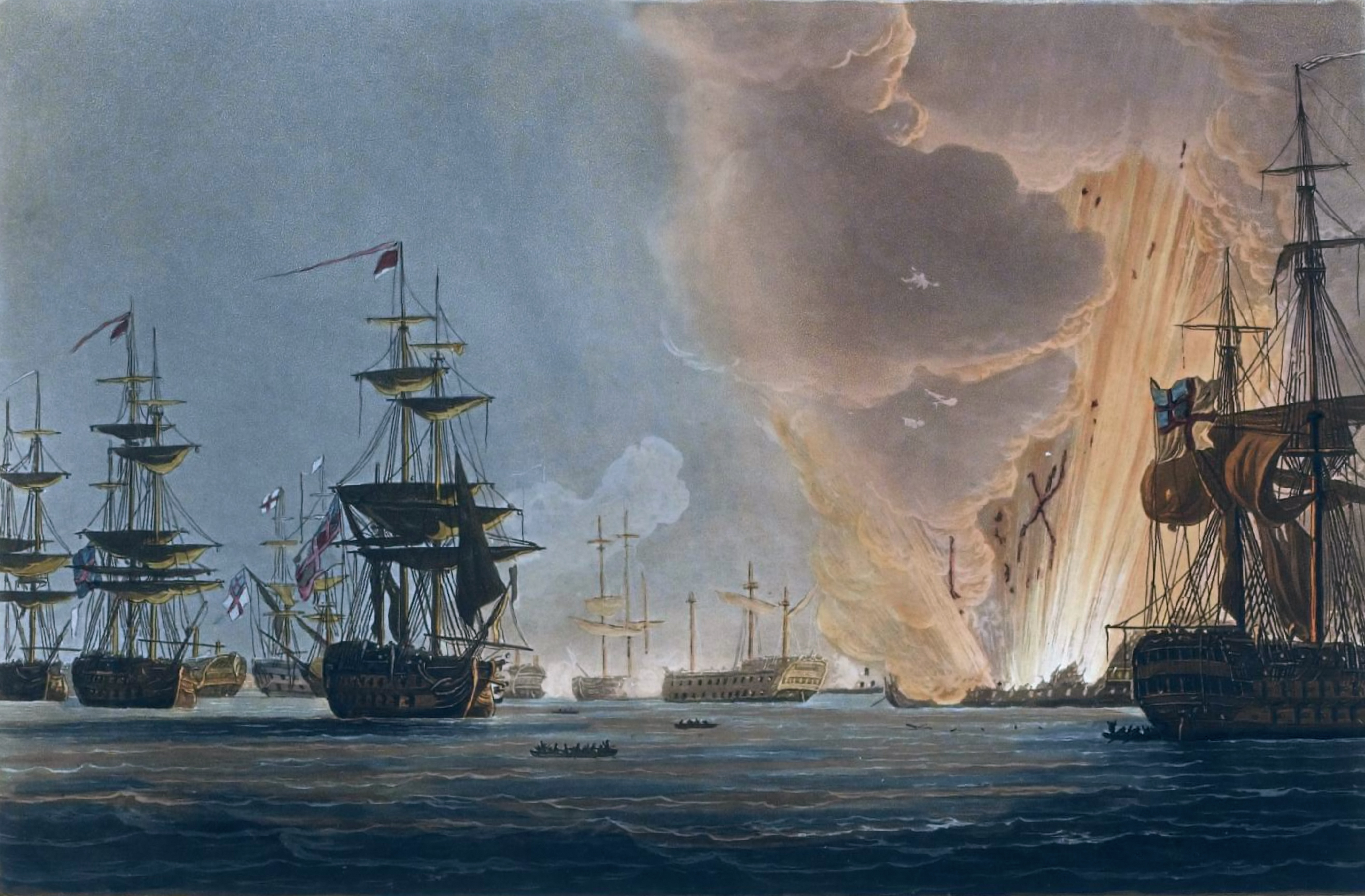
Batalla del Nilo, 1 de agosto de 1798, por Thomas Whitcombe, 1816, Museo Marítimo Nacional. Punto álgido de la batalla, con la explosión del L'Orient.

A lo largo de los diez minutos posteriores a la explosión, no hubo intercambios de disparos; los marineros de ambos bandos estaban o bien demasiado aturdidos por el estruendo o tratando de sofocar los incendios que había en sus propios barcos para poder seguir batallando. Nelson ordenó que se soltasen los botes de modo que los supervivientes que se encontrasen en el agua y cerca de los restos del L'Orient pudiesen aprovechar la pausa para salir del agua. A las 22:10, el Franklin retomó el enfrentamiento y disparó al Swiftsure. El barco comandado por Blanquet, que se halla aislado y en malas condiciones, quedó desarbolado y el almirante, que había sufrido una grave herida en la cabeza, se vio forzado a rendirse, acosado tanto por el Swiftsure como por el Defence. De la tripulación del Franklin, más de la mitad falleció o resultó herida.
A las 24:00, el Tonnant era el único bajel francés que continuaba en acción, ya que el comodoro Aristide Aubert Du Petit Thouars proseguía batallando contra el Majestic; asimismo, cuando el Swiftsure pasó lo suficientemente cerca, le disparó. A las tres de la madrugada, tras más de tres horas de combate a poca distancia, el Majestic se encontraba sin su palo mayor y sin el de mesana, mientras que del Tonnant solo quedaba un casco desarbolado. A pesar de haber perdido ambas piernas y un brazo, el capitán Du Petit Thouars permaneció al mando del navío e insistió en clavar la tricolor en el mástil con el fin de evitar que fuese arriada. Además, continuó dando órdenes desde su posición, apoyándose en un cubo de trigo. Bajo su dirección, el maltrecho Tonnant consiguió alejarse del combate y desplazarse lentamente al sur, donde se unió a la división dirigida por Villeneuve, que no había participado de manera eficaz en los combates. A lo largo del enfrentamiento, la retaguardia se había limitado a disparar arbitraria y constantemente a los barcos enzarzados en la lucha entablada delante de ellos. El único efecto notable de esta acción, sin embargo, fue la destrucción del timón del Timoléon por un cañonazo desviado proveniente del cercano Généreux.

### Últimos combates: 2 y 3 de agosto
Con la salida del sol a las 4:00 del 2 de agosto, la división francesa del sur —compuesta por el Guillaume Tell, el Tonnant, el Généreux y el Timoléon— y los maltrechos Alexander y Majestic volvieron a intercambiar disparos. A pesar de estar brevemente en inferioridad numérica, los buques británicos pronto recibieron auxilio, ya que enseguida acudieron al lugar el Goliath y el Theseus. Según el capitán Miller maniobraba para colocar su navío en posición, el Theseus recibió disparos de parte de la fragata Artémise. Miller giró su barco hacia la Artémise, pero el capitán Pierre-Jean Standelet arrió su bandera y ordenó a sus hombres que abandonaran la fragata. Miller envió un bote bajo el mando del teniente William Hoste a hacerse con el navío vacío; no obstante, Standelet había ordenado quemar su propia fragata y esta explosionó poco después. A las 6 de la mañana, los navíos de línea franceses restantes trataron de alejarse de la costa hacia el este, disparando continuamente para cubrir su retirada. El Zealous los persiguió y evitó que la fragata Justice pudiera abordar el Bellerophon, que estaba anclado al sur de la bahía, recibiendo reparaciones apresuradas.

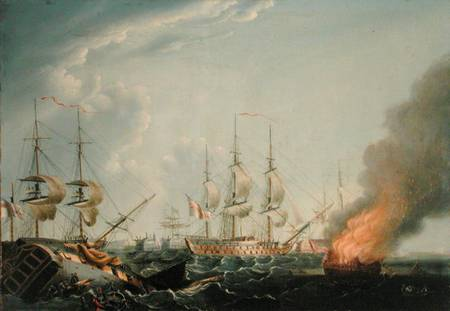
Mañana después de la batalla del Nilo, Robert Dodd, c. 1815. Dos días después del fin de la batalla, dos barcos franceses permanecen encallados en las rocas, mientras que el británico está anclado en aguas más profundas.

Todavía quedaban dos barcos franceses con la bandera tricolor izada, pero ninguno de los dos estaba en la posición óptima para retirarse o atacar. Cuando se habían cortado los cables que unían al Heureux y al Mercure a la línea para escapar de la explosión del L'Orient, las tripulaciones de ambos barcos habían entrado en pánico y ninguno de los capitanes —ambos se encontraban heridos— había conseguido restaurar el orden. Consecuentemente, ambos quedaron encallados en los bajíos. El Alexander, el Goliath, el Theseus y el Leander atacaron a los buques encallados, que estaban indefensos, y ambos se rindieron a los pocos minutos. Sin embargo, la distracción que causaron el Heureux, el Mercure y el Justice hizo posible que Villeneuve dirigiera a la mayoría de los bajeles franceses en condiciones de navegar a la boca de la bahía, lugar al que llegaron a las 11:00. A bordo del desarbolado Tonnant, el comodoro Du Petit Thouars falleció como consecuencia de sus múltiples heridas y fue lanzado por la borda, tal y como había solicitado. La tripulación encalló el navío intencionadamente, ya que este no podía alcanzar la velocidad necesaria para huir. El Timoléon se encontraba demasiado lejos de Villeneuve para poder escapar junto con él y, en un intento de unirse a los buques supervivientes, embarrancó en la costa. La fuerza del impacto arrancó el trinquete del casco. Los barcos restantes —los navíos de línea Guillaume Tell y Généraux y las fragatas Justice y Diane— formaron y salieron a mar abierto, perseguidos por el Zealous. A pesar de su denodado esfuerzo, el barco del capitán Hood, que estaba lejos de cualquier otro navío amigo, recibió muchos disparos y no fue capaz de interceptar al Justice, cuya tripulación escapó hacia mar abierto. En la persecución, el Zealous fue alcanzado por disparos franceses y perdió a uno de sus hombres.
Durante el resto del 2 de agosto, se llevaron a cabo reparaciones improvisadas en los barcos de Nelson. Asimismo, se aseguraron las presas hechas en el combate. El Culloden, en especial, necesitó asistencia. Troubridge, quien finalmente había conseguido desencallar su nave de las rocas a las dos de la mañana, se percató de que había perdido el timón y de que entraban en el buque más de 120 toneladas largas —122 toneladas cortas— de agua por hora. Las reparaciones necesarias para arreglar el casco del barco y el modelado de un nuevo timón a partir de un palo mayor de repuesto les llevó los dos siguientes días. En la mañana del 3 de agosto, Nelson envió al Theseus y el Leander a forzar la rendición del Tonnant y del Timoléon, que continuaban encallados. El Tonnant, con cerca de mil seiscientos supervivientes de otros navíos en la cubierta, se rindió al aproximarse los barcos británicos, mientras que los tripulantes del Timoléon lo incendiaron y después se escaparon hacia la costa en pequeños botes. El barco explotó después del mediodía, siendo el undécimo navío de línea francés destruido o capturado durante la batalla.

## Sucesos tras la batalla
Las pérdidas británicas en la batalla se registraron con bastante precisión en los momentos inmediatamente posteriores y fueron de 218 fallecidos y aproximadamente 677 heridos, aunque se desconoce el número de heridos que fallecieron a causa de sus lesiones más tarde. Los barcos que más sufrieron fueron el Bellerophon, con 201 bajas, y el Majestic, con 193. Por otra parte, tanto de la tripulación del Culloden como de la del Zealous solo falleció una persona y siete resultaron heridas.
La lista de bajas incluía al capitán Westcott, cinco tenientes y diez funcionarios subalternos entre los muertos, y al almirante Nelson, los capitanes Saumarez, Ball y Darby y seis tenientes entre los heridos. Además del Culloden, los únicos barcos británicos cuyos cascos resultaron gravemente dañados fueron el Bellerophon, el Majestic y el Vanguard. Entre estos, el Bellerophon y el Majestic fueron los únicos navíos en perder sus mástiles: el Majestic perdió el mayor y el de mesana, mientras que el Bellerophon, los tres.
Es más difícil calcular las bajas francesas, pero fueron significantemente mayores. Las estimaciones de las pérdidas francesas oscilan entre las dos mil y las cinco mil, con un punto medio sugerido de tres mil quinientas, que incluye más de mil heridos capturados y cerca de dos mil fallecidos, de los cuales la mitad perecieron en el L'Orient. Además de la muerte del almirante Brueys y las lesiones del almirante Blanquet, cuatro capitanes murieron y otros siete resultaron gravemente heridos. Los barcos franceses sufrieron daños importantes: dos navíos de línea y dos fragatas fueron destruidos —al igual que una bombarda hundida por su tripulación—, y otros tres buques que fueron capturados estaban demasiado dañados para poder navegar de nuevo. De las presas restantes, solo tres navíos pudieron ser reparados y servir otra vez. Durante semanas, las costas quedaron punteadas con los cadáveres arrastrados por las olas, que se pudrían poco a poco a causa del intenso calor y la sequedad del clima.
Nelson, que dijo que «Victoria no era un nombre lo suficientemente fuerte para tal escena» mientras inspeccionaba la bahía en la mañana del 2 de agosto, se quedó en Abukir durante las dos semanas siguientes, preocupado con la recuperación de su herida, escribiendo informes y evaluando la situación militar en Egipto mediante el uso de documentos que se encontraron a bordo de uno de los barcos capturados. La herida que Nelson sufrió en la cabeza se registró como una herida de «tres pulgadas de largo» con «el cráneo al descubierto en una pulgada». Esta herida le causó dolor durante el resto de su vida y le dejó una gran cicatriz, por lo que se peinaba de modo que pudiese ocultarla lo máximo posible. Mientras el comandante se recuperaba, sus hombres recobraron material de los barcos ya inútiles y repararon sus barcos y los obtenidos en la batalla.

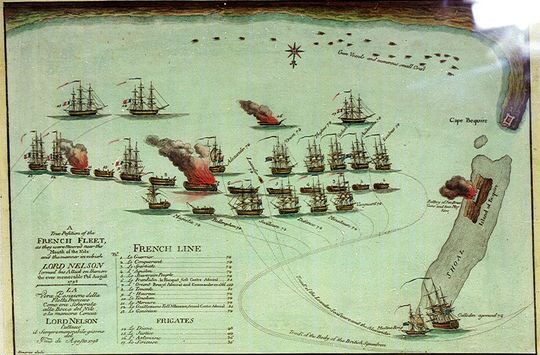
Una posición verdadera de la flota francesa cuando fue atrapada en la boca del Nilo y la manera en la que lord Nelson formó su ataque contra ella, Robert Dodd, 1800, Museo Marítimo Nacional.

A lo largo de la semana, los miembros de la tribu beduina circundaron la bahía de Abukir con hogueras a modo de celebración por la victoria británica. El 5 de agosto, el Leander, que portaba mensajes para el conde de St. Vincent, partió hacia Cádiz al mando del capitán Edward Berry. Durante los días siguientes, los británicos desembarcaron a todos los prisioneros capturados a excepción de doscientos en tierra bajo estrictas condiciones de «libertad condicional», a pesar de que Bonaparte ordenó más tarde que estos formasen una unidad de infantería y los añadió al ejército. Los británicos mantuvieron a los oficiales heridos hechos prisioneros franceses a bordo del Vanguard, donde Nelson los acompañaba habitualmente durante las cenas. El historiador Joseph Allen relata que en una ocasión, Nelson, cuya vista aún estaba débil a causa de la herida, ofreció mondadientes a un oficial que había perdido sus dientes y después entregó una caja de rapé a otro oficial al que le habían arrancado la nariz, lo que causó una situación embarazosa. El 8 de agosto botes de la flota asaltaron la isla de Abukir, que se rindió sin oponer resistencia. El grupo que desembarcó en la isla retiró cuatro de los cañones y destruyó el resto junto con la fortaleza en la que se encontraban. Además, renombró la isla como «isla de Nelson».
El 10 de agosto, Nelson envió al teniente Thomas Duval, del Zealous, con mensajes que debía entregar al gobierno de la India. Duval viajó a través de Oriente Próximo por tierra pasando por Alepo y cogió un barco para realizar el trayecto de Basora a Bombay. Allí informó al gobernador general de la India Richard Wellesley de la situación en Egipto. El 12 de agosto, las fragatas HMS Emerald, bajo el mando del capitán Thomas Moutray Waller, HMS Alcmene, comandada por el capitán George Johnstone Hope, y HMS Bonne Citoyenne, cuyo capitán era Robert Retalick, arribaron a Alejandría. Al principio, los británicos confundieron la escuadra de fragatas con barcos de guerra franceses y el Swiftsure comenzó su persecución hasta que se alejaron. Al día siguiente regresaron, una vez que los británicos de Alejandría ya se habían percatado del error. El mismo día que llegaron las fragatas, Nelson mandó el Mutine a Gran Bretaña con varios envíos, bajo el mando del teniente Thomas Bladen Capel, quien había reemplazado a Hardy tras el ascenso del segundo a capitán del Vanguard. El 14 de agosto, Nelson ordenó zarpar a mar abierto al Orion, Majestic, Bellorophon, Minotaur, Defence, Audacious, Theseus, Franklin, Tonnant, Aquilon, Conquérant, Peuple Souverain y Spartiate, bajo el mando de Saumarez. Muchos de los barcos tenían los mástiles de repuesto, por lo que les costó un día entero llegar a la boca de la bahía. Finalmente, el 15 de agosto, alcanzaron mar abierto. Un día después, los británicos quemaron y destrozaron el Heureux, ya que se encontraba encallado y no era apto para el servicio. Además, el 18 de agosto, quemaron el Guerrier y el Mercure. El 19 de agosto, Nelson zarpó hacia Nápoles con el Vanguard, el Culloden y el Alexander. En Alejandría, dejó a Hood al mando del Zealous, el Goliath, el Swiftsure y las fragatas que se habían unido recientemente a la flota, con el fin de vigilar las actividades francesas en el lugar.
El primer mensaje en llegarle a Bonaparte acerca del desastre que había sufrido su flota lo hizo el 14 de agosto en su campamento en el camino entre Salahieh y El Cairo. El mensajero era un oficial enviado por el gobernador de Alejandría, el general Jean Baptiste Kléber, y el informe lo había escrito apresuradamente el almirante Ganteaume. Este se había unido de nuevo a los barcos de Villeneuve en el mar más tarde. Un relato cuenta que cuando Bonaparte recibió el mensaje, lo leyó sin emoción antes de llamar al mensajero y pedirle más detalles. Cuando el mensajero hubo terminado, el general francés anunció, supuestamente: «Ya no tenemos una flota; bien, debemos quedarnos en este territorio o abandonarlo con grandeza tal y como hicieron los antiguos». Otra versión, según dijo el secretario del general Bourrienne, afirma que la noticia sobrecogió a Bonaparte, que exclamó: «Desgraciado Brueys, ¡qué has hecho!». Más tarde, Bonaparte culpó mayoritariamente de la derrota al herido almirante Blanquet, acusándole falsamente de haber rendido su navío, el Franklin, sin estar dañado. Las posteriores quejas de Ganteaume y el ministro Étienee Eustache Bruix redujeron el grado de las críticas a las que se tuvo que enfrentar Blanquet; no obstante, este no volvió a servir jamás como comandante. Sin embargo, la preocupación más inmediata de Bonaparte estaba directamente relacionada con sus oficiales, que empezaron a cuestionar la sensatez de la expedición. Bonaparte invitó a los oficiales de mayor rango a cenar y les preguntó cómo se encontraban. Cuando le respondieron que estaban «maravillosamente», Napoleón les contestó que eso estaba bien, ya que los fusilaría si continuaban «fomentando motines y animando a la rebelión». Con el fin de evitar cualquier alzamiento por parte de los egipcios, se amenazó a los que fueran descubiertos hablando acerca de la batalla con cortarles la lengua.

### Reacciones
El primer conjunto de envíos de Nelson fue capturado tras la intercepción y posterior derrota del Leander a manos del Généraux en una fiera confrontación en la costa de Creta el 18 de agosto de 1798. En consecuencia, los informes de la batalla no llegaron a Gran Bretaña hasta que Capel lo hizo en el Mutine el 2 de octubre. Este entró al Almirantazgo a las 11:15 y le comunicó la noticia en persona a lord Spencer, quien cayó desmayado cuando escuchó el informe. Aunque Nelson había recibido críticas por parte de la prensa cuando había fracasado en el intento de interceptar la flota francesa, los rumores referentes a la batalla habían comenzado a llegar a Gran Bretaña desde el continente a finales de septiembre. Por lo tanto, las noticias de Capel se recibieron con celebraciones a lo largo de todo el país. Cuatro días después, Nelson recibió el título de barón del Nilo y Burnham Thorpe. No obstante, esto no dejó satisfecho a Nelson, quien personalmente opinaba que sus acciones merecían una mejor recompensa. El rey Jorge III se dirigió a las cámaras del Parlamento el 20 de noviembre con las siguientes palabras:

Los innumerables ejemplos de nuestros triunfos navales han recibido nuevo esplendor de una acción decisiva y memorable en la que una parte de mi flota, bajo el comando del contraalmirante lord Nelson, atacó, y prácticamente destruyó, una fuerza superior del enemigo, reforzada por todas las ventajas posibles de la situación. Gracias a esta gran victoria, ciertos designios cuya injusticia, perfidia y extravagancia habían acaparado la atención del mundo y que atentaban particularmente contra algunos de los más valiosos intereses del Imperio británico, se han trastocado, para confusión de sus autores, y el consiguiente golpe al poder y la influencia de Francia ha abierto una brecha que, agrandada por los esfuerzos adecuados por parte de otras potencias, puede conducir a la liberación de Europa.
Rey Jorge III, citado en The Naval History of Great Britain during the French Revolutionary and Napoleonic Wars, Volume 2, 1827, de William James.

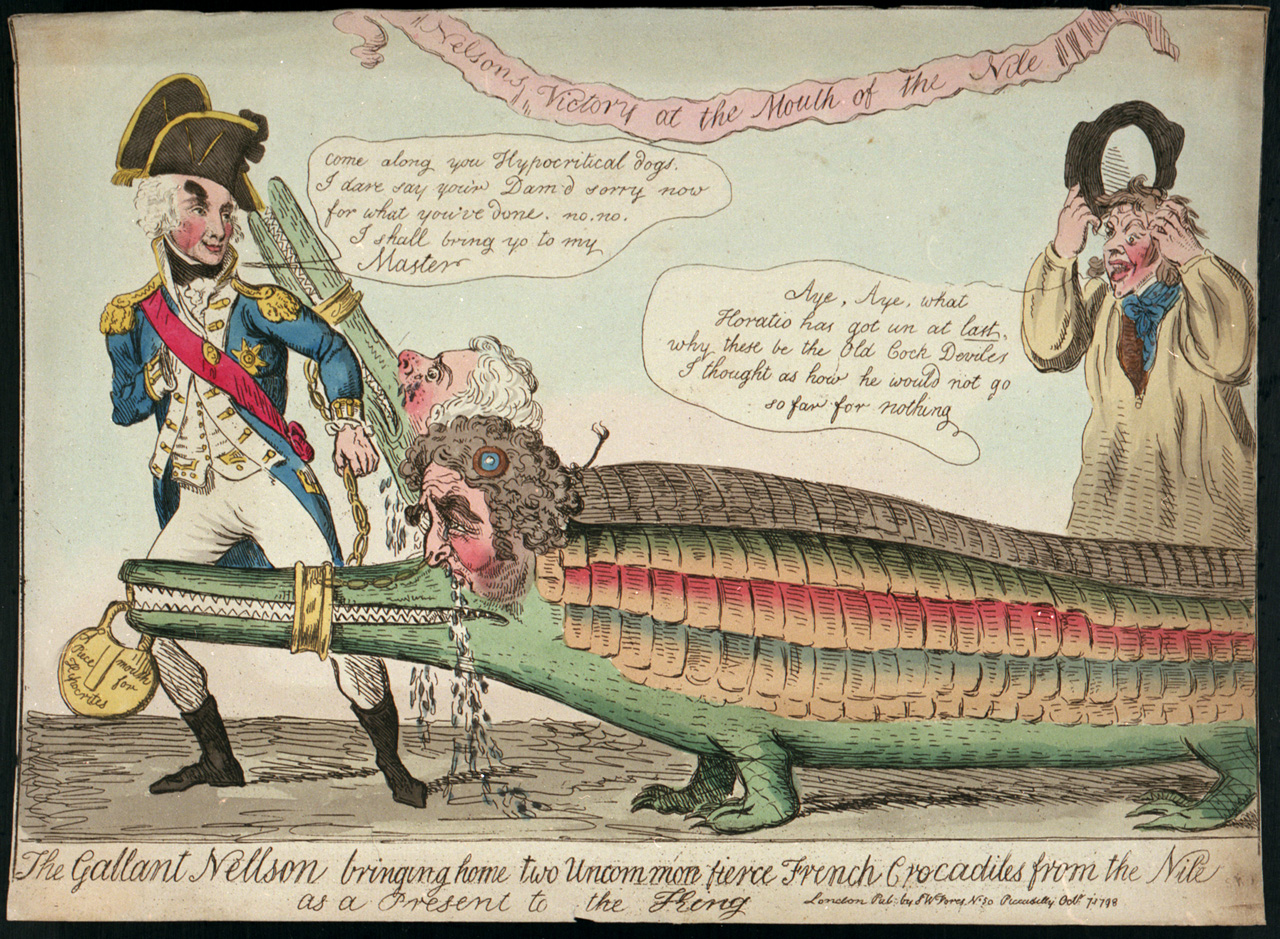
El gallardo Nelson trayendo a casa dos fieros y poco comunes cocodrilos franceses desde el Nilo como regalo para el rey, James Gillray, 1798, Museo Marítimo Nacional. Los cocodrilos representan a Fox y Sheridan.

El convoy de Saumarez, que transportaba a los barcos franceses que habían sido tomados por los británicos tras la victoria, se detuvo en primer lugar en Malta, donde aquel prestó asistencia a una rebelión de la población maltesa. Después navegó hasta Gibraltar, lugar al que llegó el 18 de octubre. Allí fue recibido por los vítores de la guarnición. Saumarez escribió que «nunca podremos hacer justicia al calor de sus ovaciones ni a los elogios que ofrecieron a nuestra escuadra». El 23 de octubre, tras el traslado de los heridos al hospital militar y el aprovisionamiento de suministros básicos, el convoy partió hacia Lisboa, dejando al Bellerophon y al Majestic para que se sometieran a reparaciones más exhaustivas. El Peuple Souverain también se quedó en Gibraltar; el buque estaba muy dañado para hacer la travesía del Atlántico hasta Gran Bretaña, por lo que fue convertido en un barco de guardia, con el nombre de HMS Guerrier. El resto de bajeles tomados se sometieron a reparaciones básicas y después zarparon hacia Gran Bretaña. No obstante, no fueron directamente allí: antes, pasaron varios meses en el río Tajo, donde se unieron al convoy mercantil proveniente de Portugal en junio de 1799, bajo la escolta de una escuadra comandada por el almirante sir Alan Gardner. Finalmente, arribaron a Plymouth. Tanto su antigüedad como su estado provocaron que ni el Conquérant ni el Aquilon pudiesen considerarse aptos para el servicio en la Marina Real, de modo que ambos fueron retirados, a pesar de que habían sido adquiridos por veinte mil libras esterlinas bajo los nombres de HMS Conquerant y HMS Aboukir con tal de otorgar una recompensación económica a las tripulaciones que los habían capturado. También se pagaron sumas similares por el Guerrier, Mercure, Heureux y Peuple Souverain, mientras que los otros navíos capturados eran considerablemente más valiosos. Hecho de madera de roble adriático, el Tonnant se había construido en 1792 y tanto el Franklin como el Spartiate tenían menos de un año de edad. El Tonnant y el Spartiate, que participarían más tarde en la batalla de Trafalgar, se unieron a la Marina Real bajo sus antiguos nombres, mientras que el Franklin, considerado «el mejor barco de dos cubiertas del mundo», fue renombrado como HMS Canopus. El valor total de los buques capturados en el Nilo y consecuentemente incluidos en la Marina Real está estimado en algo más de ciento treinta mil libras esterlinas.

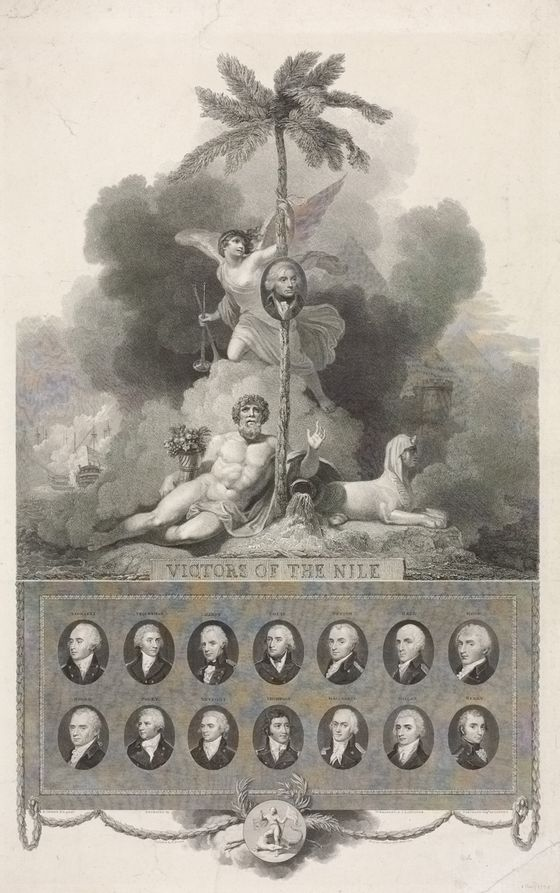
Vencedores del Nilo, un grabado conmemorativo publicado cinco años después de la batalla del Nilo que representa a Nelson y sus quince capitanes.

Se concedieron premios adicionales a la flota británica: el Parlamento británico premió a Nelson con dos mil libras anuales, mientras que el Parlamento de Irlanda le agració con mil libras por año hasta su disolución como consecuencia de la firma del Acta de Unión de 1800. Ambos parlamentos agradecieron unánimemente la victoria y cada capitán participante en la batalla recibió una medalla de oro acuñada especialmente para la ocasión y el primer teniente de cada navío fue ascendido al puesto de comandante. Troubridge y sus hombres, excluidos de las recompensas en un principio al no haber participado su barco, el Culloden, directamente en el enfrentamiento, obtuvieron finalmente los mismos premios después de que Nelson intercediera a su favor. La Compañía Británica de las Indias Orientales premió a Nelson con diez mil libras en reconocimiento del beneficio que su acción tuvo en sus tenencias. Las ciudades de Londres y Liverpool y otros órganos municipales y corporativos le confirieron premios similares. Los propios capitanes de Nelson le otorgaron una espada y un retrato como «muestra de su aprecio». Nelson alentó esta estrecha relación con sus oficiales y el 29 de septiembre de 1798 describió al conjunto empleando las palabras de la obra Enrique V, de William Shakespeare: «El recuerdo de nuestro pequeño ejército, de nuestro pequeño y feliz ejército, de nuestra banda de hermanos». A partir de este hecho, nació la Banda de Hermanos de Nelson, un cuadro de oficiales navales de alta calidad que sirvió junto a Nelson durante el resto de su vida. Cerca de cinco décadas después de la batalla, esta se reconoció, entre otras acciones, con un broche añadido a la Naval General Service Medal, concedido a todos los participantes británicos en la batalla que aún vivían en 1847.
Los vencedores también recibieron recompensas de parte de otros Estados, principalmente del Imperio otomano. El emperador Selim III le concedió a Nelson el título de caballero comendador de la recién creada Orden de la Media Luna y además le regaló un chelengk, una rosa cuajada de diamantes, una piel de cebellina y otros objetos de valor. El zar Pablo I de Rusia le envió, junto con otros premios, un cofre de oro con incrustaciones de diamantes. Asimismo, le llegaron regalos similares bañados en plata de otros dirigentes europeos. En su regreso a Nápoles, el rey Fernando IV y sir William Hamilton le recibieron con una procesión triunfal. Ese mismo día, le presentaron a la mujer de sir William, Emma, lady Hamilton, por tercera vez y esta se desmayó violentamente en el encuentro. Aparentemente, le costó varias semanas recuperarse de las lesiones. La corte napolitana lo alabó como si de un héroe se tratase. En palabras del propio Nelson: «Estaban locos de alegría». Más tarde, Nelson participaría en la política napolitana y llegaría a ser duque de Bronté, acciones que le costaron recriminaciones de sus superiores e hicieron mella en su reputación. El general británico John Moore, que conoció a Nelson en esta visita a Nápoles, lo describió. Según él, «cubierto con estrellas, medallas y cintas, parecía más un príncipe de la ópera que el vencedor del Nilo».
Rumores acerca de una batalla comenzaron a propagarse por la prensa francesa ya el 7 de agosto, pero los primeros informes creíbles no llegaron hasta el 26 del mes, e incluso estos afirmaban que Nelson estaba muerto y Bonaparte había sido aprisionado por los británicos. Cuando las noticias comenzaron a confirmarse, la prensa de Francia insistió en que la derrota era el resultado tanto de la aplastantemente superioridad numérica británica como de la actividad de «traidores» no especificados. Los periódicos antigubernamentales existentes en Francia atribuyeron la derrota a la incompetencia del Directorio francés y a supuestos sentimientos filomonárquicos en la Marina. Villeneuve recibió mordaces críticas a su llegada a Francia a causa de su ineficacia a la hora de apoyar a Brueys durante la batalla. En su defensa, alegó que el viento había soplado en su contra y que Brueys no le había ordenado que contraatacara a la flota británica. Varios años después, Bonaparte comentó por escrito que si la Marina Francesa hubiese adoptado los mismos principios tácticos que los británicos:

El almirante Villeneuve no se habría sentido libre de culpa por permanecer inactivo en Abukir con cinco o seis barcos, es decir, la mitad de la escuadra, durante veinticuatro horas, mientras el enemigo avasallaba la otra ala.
Napoleón Bonaparte, Mémoires, Volumen 1, 1823.

La prensa británica, por el contrario, estaba jubilosa; muchos periódicos trataron de retratar la batalla como una victoria de Gran Bretaña sobre la anarquía, y el éxito se empleó para atacar a los políticos Charles James Fox y Richard Brinsley Sheridan, whigs de supuestas simpatías republicanas.
Ha existido un amplio debate historiográfico acerca de la diferencia entre las fuerzas de ambas flotas, a pesar de que estaban ostensiblemente igualadas en cuanto a tamaño, con trece navíos de línea cada una. Sin embargo, la pérdida del Culloden, el tamaño relativo del L'Orient y del Leander y la participación en la acción de dos de las fragatas francesas y varias embarcaciones de menor tamaño, así como la teórica ventaja de la posición francesa, lleva a la mayoría de historiadores a la conclusión de que los franceses eran ligeramente más poderosos. El hecho de que el número de cañones de varios bajeles franceses —Spartiate, Franklin, L'Orient, Tonnant y Guillaume Tell— fuera notablemente mayor que el de cualquier barco británico de los que tomaron parte en la batalla acentuó dicha diferencia. No obstante, el despliegue inadecuado de los barcos franceses, sus reducidas tripulaciones y el fracaso de la división trasera de Villeneuve, que no consiguió participar en la acción de forma destacada, provocaron la derrota de Francia.

### Efectos
La batalla del Nilo ha sido considerada como «posiblemente, el enfrentamiento naval más decisivo de la edad de oro de la navegación» y «el éxito más espléndido y glorioso de la Marina británica». El historiador y novelista Cecil Scott Forester, escribiendo en 1929, comparó la del Nilo con las grandes confrontaciones navales de la historia y concluyó que «su única rival como ejemplo de aniquilación de una flota a manos de otra con las fuerzas materiales prácticamente equiparables es la de Tsu-Shima». El efecto sobre la situación estratégica en el Mediterráneo fue inmediato, ya que le dio un vuelco completo y le concedió a los británicos el control del mar, el cual perduró durante el resto de la guerra. La destrucción de la flota mediterránea francesa permitió a la Marina Real volver a hacerse con la hegemonía en el mar, mediante la ejecución de bloqueos a los puertos franceses y los de sus aliados. En especial, los barcos británicos aislaron Malta de Francia, hecho que se vio favorecido por la rebelión surgida entre los nativos malteses y que obligó a los franceses a retirarse a La Valeta y cerrar las murallas. El consiguiente sitio de Malta se prolongó durante dos años hasta que se rindió la fortaleza por hambre. En 1799, los buques británicos hostigaron al ejército de Bonaparte, que se dirigía al norte a través de Palestina. La flota desempeñó también un papel crucial en la derrota de Bonaparte en el asedio de Acre, capturando las barcazas que transportaban el equipo necesario para llevar a cabo el sitio y bombardeando a las fuerzas de asalto francesas desde los barcos británicos anclados frente a la plaza. En uno de estos últimos enfrentamientos, el capitán Miller, del Theseus, falleció en una explosión de municiones. La derrota en Acre obligó a Bonaparte a retirarse a Egipto y a abandonar sus planes de formar un imperio en Oriente Próximo. El general francés dejó a Kléber al mando de Egipto y regresó a Francia ese mismo año.

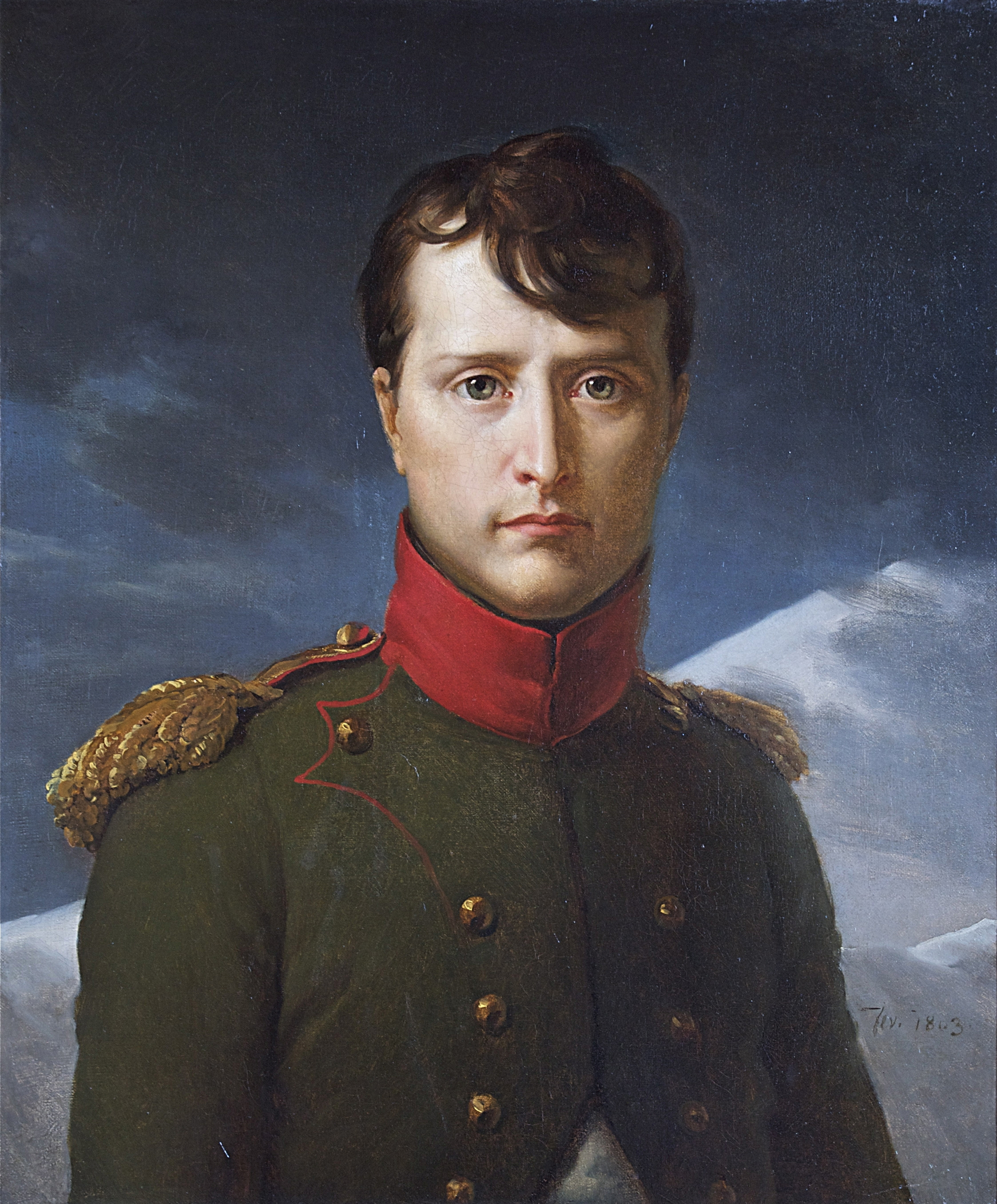
Retrato de Bonaparte, Primer Cónsul, François Gérard. Napoleón fue primer cónsul francés desde el golpe de Estado del 18 de brumario hasta su coronación como emperador el 2 de diciembre de 1804.

Los otomanos, con quienes Bonaparte tenía pensado establecer una alianza una vez que su control de Egipto fuese completo, se vieron alentados a ir a la guerra contra Francia tras la derrota de esta en la batalla del Nilo. Esto llevó a una serie de campañas que poco a poco fueron debilitando al ejército francés atrapado en Egipto. La victoria británica también favoreció la declaración de guerra de los imperios austríaco y ruso, que estaban reuniendo a sus ejércitos como parte de la Segunda Coalición, que se produjo en 1799. Con el Mediterráneo sin defensas, una flota rusa penetró en el mar Jónico, mientras que ejércitos austríacos recuperaron la mayor parte de los territorios que habían perdido a manos de Bonaparte en la guerra previa. Sin su mejor general y también sin sus veteranos, los franceses sufrieron una serie de derrotas y Francia no recuperó su dominio sobre la Europa continental hasta el regreso de Bonaparte y su acceso al cargo de primer cónsul. En 1801, una fuerza expedicionaria británica derrotó a la parte del ejército francés que permanecía en Egipto, que se encontraba muy desmoralizada. La Marina Real empleó su dominio sobre el Mediterráneo para invadir Egipto; aquel le permitía llevar a cabo la operación sin temor a posibles emboscadas mientras sus flotas anclaban en la costa egipcia.
A pesar de la abrumadora victoria británica en la batalla, la campaña se ha considerado en ocasiones como un éxito estratégico para Francia. El historiador Edward Ingram apuntó que si Nelson hubiese interceptado a Bonaparte en el mar, tal y como se le había ordenado, la consiguiente batalla podría haber aniquilado tanto la flota francesa como sus transportes. De la manera en la que se desarrolló, Bonaparte pudo continuar la guerra en Oriente Medio y regresar más tarde a Europa personalmente indemne. La importancia de los oficiales del ejército que navegaban en el convoy y que más tarde formaron el núcleo de generales y mariscales al mando de Napoléon ya como emperador subraya la transcendencia que hubiese podido tener tal enfrentamiento en el curso de la historia. Además del propio Bonaparte, Louis-Alexandre Berthier, Auguste Marmont, Jean Lannes, Joachim Murat, Louis Desaix, Jean Reynier, Antoine-François Andréossy, Jean-Andoche Junot, Louis-Nicolas Davout y Dumas participaron en el cruce del Mediterráneo.

### Legado

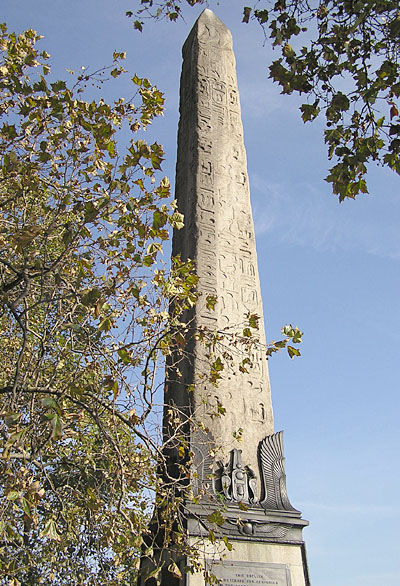
La Aguja de Cleopatra de Londres.

La batalla del Nilo es considerada una de las victorias más famosas de la Marina británica, conservada en la cultura popular gracias a su aparición en gran cantidad de cuadros, poemas y obras de teatro. Uno de los poemas más conocidos acerca de la batalla es Casabianca, redactado en 1826 por Felicia Dorothea Hemans, que describe imaginariamente el fallecimiento del hijo del capitán Casabianca a bordo del L'Orient. Se erigieron monumentos en conmemoración de la batalla, tales como la Aguja de Cleopatra en Londres. Mehmet Alí de Egipto entregó este monumento a los británicos en 1819 en reconocimiento de la batalla de 1798 y la campaña de 1801, pero estos no lo erigieron en el Victoria Embankment hasta el año 1878. Otro monumento rememorativo situado cerca de Amesbury consiste en unas hayas que Charles Douglas, VI marqués de Queensbury, plantó a petición de Emma Hamilton y Thomas Hardy tras el fallecimiento de Nelson. Los árboles forman un plano de la batalla; cada uno de ellos representa la posición de un barco francés o británico. Se cree que Alexander Davison, hombre de negocios y amigo personal del almirante, ordenó la realización de un monumento similar cerca de Alnwick. La Marina Real conmemoró el combate en varios barcos, que recibieron los nombres HMS Aboukir y HMS Nile en recuerdo a la victoria, y en 1998 celebró el bicentenario de la batalla con una visita a la bahía de Abukir de la fragata moderna HMS Somerset. Los tripulantes de esta fragata rindieron homenaje a aquellos que habían perdido sus vidas en la confrontación con coronas de flores.
A pesar de que el biógrafo de Nelson Ernle Bradford dio por supuesto en 1977 que los restos del L'Orient «son, con casi total certeza, irrecuperables», la primera investigación arqueológica de la batalla comenzó en 1983, cuando un equipo de investigadores franceses dirigido por Jacques Dumas descubrió el pecio del buque insignia francés. Más tarde, Franck Goddio se hizo cargo del trabajo en 1998, dirigiendo un proyecto mayor cuyo fin era explorar la bahía. Descubrió que había material esparcido en un radio de quinientos metros. Además de equipamiento militar y náutico, Goddio recuperó un gran número de monedas de oro y plata de diversos países circundantes del mar Mediterráneo, algunas de las cuales se remontaban al siglo XVII. Es posible que estas fueran parte del tesoro que se había tomado de Malta y que se había perdido a causa de la explosión del L'Orient. En 2000, el arqueólogo italiano Paolo Gallo dirigió una excavación centrada en las antiguas ruinas de la isla de Nelson. Esta consiguió revelar varias tumbas que databan de la batalla, así como otras realizadas a lo largo de la invasión de 1801. Los restos encontrados en estas sepulturas, entre los que se hallaron los de una mujer y tres niños, se trasladaron en el año 2005 a un cementerio situado en Shatby, Alejandría. A la ceremonia acudieron marineros de la fragata HMS Chatham y una banda de la Marina egipcia, así como un descendiente del único enterrado identificado, el comandante James Russell.

### Citas
1. 1 2  Adkins y Adkins, 2006, p. 38
2. ↑  Castex, 2003, p. 9.
3. 1 2 3  Clowes, 1997, p. 370
4. ↑  Cole, 2007, p. 107.
5. 1 2  Gardiner, 2001, p. 39
6. 1 2  James, 2002, p. 176
7. 1 2  Keegan, 2003, p. 66.
8. ↑  Maffeo, 2012, p. 271.
9. ↑  Mostert, 2007, p. 273.
10. 1 2  Padfield y Kennedy, 2000, p. 132
11. ↑  Smith, 1998, p. 140.
12. 1 2  Warner, 1960, p. 121
13. 1 2 3 4  Esdaile, 2001, p. 18.
14. ↑  Maffeo, 2012, p. 224.
15. ↑  James, 2002, p. 113.
16. ↑  Padfield y Kennedy, 2000, p. 116.
17. ↑  Keegan, 2003, p. 36.
18. ↑  Rose, 1924, p. 141.
19. ↑  Adkins y Adkins, 2006, p. 7.
20. ↑  Maffeo, 2012, p. 230.
21. ↑  Rodger, 2004, p. 457.
22. ↑  «The Battle Of The Nile» (en inglés). Nelson Society. p. 6. Archivado desde el original el 15 de septiembre de 2012. Consultado el 20 de julio de 2014.
23. 1 2 3 4  «The Battle of the Nile» (en inglés). McGonall Online. Consultado el 1 de octubre de 2014.
24. 1 2  «The Battle Of The Nile» (en inglés). Nelson Society. p. 7. Archivado desde el original el 15 de septiembre de 2012. Consultado el 20 de julio de 2014.
25. ↑  Cole, 2007, p. 17.
26. ↑  «L'Institut d'Egypte et ses travaux» (en francés). Consultado el 21 de julio de 2014.
27. 1 2 3  «The Battle Of The Nile» (en inglés). Nelson Society. p. 10. Archivado desde el original el 15 de septiembre de 2012. Consultado el 20 de julio de 2014.
28. ↑  J. Rickard (7 de enero de 2006). «Battle of the Nile, 1 August 1798» (en inglés). History of war. Consultado el 21 de julio de 2014.
29. ↑  Cole, 2007, p. 11.
30. ↑  Clowes, 1997, p. 353.
31. ↑  Cole, 2007, p. 8.
32. ↑  Gardiner, 2001, p. 21.
33. ↑  James, 2002, p. 51.
34. ↑  Adkins y Adkins, 2006, p. 13.
35. ↑  Maffeo, 2012, p. 233.
36. ↑  Padfield y Kennedy, 2000, p. 109.
37. 1 2  James, 2002, p. 148.
38. ↑  Keegan, 2003, p. 44.
39. ↑  Adkins y Adkins, 2006, p. 9.
40. ↑  Maffeo, 2012, p. 241.
41. ↑  Clowes, 1997, p. 354.
42. 1 2 3 4  Gardiner, 2001, p. 29.
43. ↑  Bradford, 2012, p. 176.
44. ↑  Mostert, 2007, p. 254.
45. ↑  Keegan, 2003, p. 55.
46. ↑  Rodger, 2004, p. 459.
47. ↑  Maffeo, 2012, p. 258.
48. ↑  James, 2002, p. 140.
49. 1 2 3 4 5  James, 2002, p. 154.
50. 1 2 3  «The Battle Of The Nile» (en inglés). Nelson Society. p. 3. Archivado desde el original el 15 de septiembre de 2012. Consultado el 20 de julio de 2014.
51. ↑  Keegan, 2003, p. 59.
52. 1 2 3  Gardiner, 2001, p. 30.
53. ↑  Gardiner, 2001, p. 26.
54. ↑  Adkins y Adkins, 2006, p. 17.
55. ↑  Cole, 2007, p. 22.
56. ↑  Clowes, 1997, p. 356.
57. ↑  Adkins y Adkins, 2006, p. 21.
58. ↑  Mostert, 2007, p. 257.
59. ↑  James, 2002, p. 155.
60. ↑  «Devil's children have the devil's luck» (en inglés). The free dictionary. Consultado el 9 de abril de 2014.
61. ↑  Adkins y Adkins, 2006, p. 19.
62. ↑  Maffeo, 2012, p. 265.
63. ↑  Chisholm, Hugh , ed. (1911). «Ball, Sir Alexander John». Encyclopædia Britannica (edición de 1911) (en inglés). Archivado desde el original el 8 de mayo de 2024. Consultado el 8 de mayo de 2024.
64. ↑  Clowes, 1997, p. 355.
65. ↑  James, 2002, p. 141.
66. ↑  Rose, 1924, p. 142.
67. ↑  Bradford, 2012, p. 199.
68. ↑  James, 2002, p. 159.
69. ↑  Rose, 1924, p. 143.
70. ↑  Bradford, 2012, p. 192.
71. 1 2  Maffeo, 2012, pp. 268-269
72. 1 2  Clowes, 1997, p. 357.
73. 1 2 3 4 5  James, 2002, p. 144.
74. 1 2 3  James, 2002, p. 160
75. ↑  Clowes, 1997, p. 358.
76. ↑  James, 2002, p. 142.
77. ↑  Gardiner, 2001, p. 31.
78. 1 2  Warner, 1960, p. 66
79. ↑  James, 2002, pp. 142-143.
80. 1 2  Clowes, 1997, p. 359
81. 1 2  Mostert, 2007, p. 260.
82. ↑  Padfield y Kennedy, 2000, p. 120.
83. 1 2 3 4  Adkins y Adkins, 2006, p. 24
84. ↑  Henty, 2008, p. 295.
85. 1 2 3 4 5 6 7 8  Grant, 2010, p. 180.
86. 1 2  Gardiner, 2001, p. 13
87. 1 2  Keegan, 2003, p. 63
88. 1 2  Clowes, 1997, p. 372.
89. ↑  Mostert, 2007, p. 261.
90. ↑  Adkins y Adkins, 2006, p. 22.
91. 1 2  Padfield y Kennedy, 2000, p. 118
92. 1 2 3  Adkins y Adkins, 2006, p. 23
93. ↑  Rodger, 2004, p. 460
94. ↑  Mostert, 2007, p. 265.
95. 1 2  Warner, 1960, p. 72
96. 1 2 3 4 5 6  James, 2002, p. 145.
97. 1 2  Bradford, 2012, p. 200
98. ↑  James, 2002, p. 161.
99. ↑  Clowes, 1997, p. 360.
100. ↑  James, 2002, p. 162
101. ↑  James, 2002, p. 165
102. ↑  James, 2002, p. 166
103. ↑  Herold, 1962, p. 111.
104. ↑  Padfield y Kennedy, 2000, p. 119.
105. ↑  Maffeo, 2012, p. 269.
106. 1 2 3 4  Clowes, 1997, p. 361
107. 1 2  Bradford, 2012, p. 202
108. ↑  Padfield y Kennedy, 2000, p. 123.
109. ↑  James, 2002, p. 163.
110. 1 2  James, 2002, p. 164
111. 1 2  Gardiner, 2001, p. 33
112. ↑  James, 2002, p. 146.
113. ↑  Warner, 1960, p. 102.
114. ↑  Mostert, 2007, p. 266.
115. 1 2  Herold, 1962, p. 113.
116. 1 2 3 4 5  James, 2002, p. 147.
117. ↑  Adkins y Adkins, 2006, p. 25.
118. 1 2 3  Clowes, 1997, p. 362
119. ↑  Padfield y Kennedy, 2000, p. 24.
120. ↑  Padfield y Kennedy, 2000, p. 124.
121. 1 2  Adkins y Adkins, 2006, p. 26.
122. ↑  Warner, 1960, p. 109.
123. 1 2  James, 2002, p. 165.
124. ↑  Padfield y Kennedy, 2000, p. 127.
125. 1 2  Adkins y Adkins, 2006, p. 28
126. ↑  Bradford, 2014, p. 204.
127. 1 2 3 4 5  Herold, 1962, p. 116.
128. ↑  Clowes, 1997, p. 363
129. 1 2  James, 2002, p. 152.
130. ↑  James, 2002, pp. 148-149.
131. 1 2  James, 2002, p. 149.
132. ↑  Mostert, 2007, p. 277.
133. ↑  James, 2002, p. 166.
134. 1 2  Clowes, 1997, p. 364.
135. 1 2 3  James, 2002, p. 150.
136. 1 2 3  James, 2002, p. 167.
137. ↑  Warner, 1960, p. 92.
138. ↑  James, 2002, p. 175.
139. 1 2 3  Adkins y Adkins, 2006, p. 29.
140. 1 2  Herold, 1962, p. 122.
141. ↑  Bradford, 2012, p. 205.
142. ↑  Adkins y Adkins, 2006, p. 31.
143. 1 2  Gardiner, 2001, p. 38.
144. 1 2  James, 2002, p. 168.
145. ↑  Clowes, 1997, p. 365.
146. 1 2 3  James, 2002, p. 151.
147. 1 2  Adkins y Adkins, 2006, p. 30.
148. ↑  Germani, enero de 2000, p. 39.
149. ↑  Warner, 1960, p. 94.
150. 1 2  James, 2002, p. 153.
151. 1 2 3 4  Clowes, 1997, p. 366.
152. 1 2  Gardiner, 2001, p. 34.
153. ↑  Germani, enero de 2000, p. 58.
154. 1 2  Padfield y Kennedy, 2000, p. 129.
155. ↑  Warner, 1960, p. 88.
156. ↑  Padfield y Kennedy, 2000, p. 128.
157. ↑  Mostert, 2007, p. 268.
158. ↑  James, 2002, pp. 152-153.
159. ↑  Clowes, 1997, p. 363.
160. ↑  James, 2002, p. 169.
161. ↑  James, 2002, p. 170.
162. ↑  Keegan, 2003, p. 64.
163. ↑  Keegan, 2003, p. 65.
164. 1 2  James, 2002, p. 171.
165. 1 2  Mostert, 2007, p. 271.
166. 1 2  James, 2002, p. 176.
167. ↑  Adkins y Adkins, 2006, p. 34.
168. ↑  Adkins y Adkins, 2006, p. 35.
169. ↑  Mostert, 2007, p. 270.
170. 1 2 3 4 5 6  «The Orient» (en inglés). Fran Goddio. Consultado el 21 de julio de 2014.
171. ↑  «Casabianca» (en inglés). Penn Libraries. Consultado el 1 de octubre de 2014.
172. ↑  Mostert, 2007, p. 269.
173. 1 2 3  James, 2002, p. 156.
174. 1 2  Clowes, 1997, p. 367.
175. ↑  James, 2002, pp. 156-157.
176. ↑  Germani, enero de 2000, p. 60.
177. 1 2  Clowes, 1997, p. 368.
178. 1 2  James, 2002, p. 157.
179. ↑  Gardiner, 2001, p. 36.
180. ↑  Herold, 1962, p. 120.
181. ↑  Warner, 1960, p. 111.
182. ↑  James, 2002, p. 172.
183. 1 2  Germani, enero de 2000, p. 61.
184. 1 2  James, 2002, p. 173.
185. 1 2  Mostert, 2007, p. 272.
186. ↑  Allen, 1905, p. 212.
187. ↑  James, 2002, p. 178.
188. ↑  Adkins y Adkins, 2006, p. 36.
189. ↑  Warner, 1960, p. 103.
190. ↑  Adkins y Adkins, 2006, p. 37.
191. ↑  «The Battle Of The Nile» (en inglés). Nelson Society. p. 4. Archivado desde el original el 15 de septiembre de 2012. Consultado el 20 de julio de 2014.
192. ↑  Clowes, 1997, p. 369.
193. 1 2 3  Cole, 2007, p. 110
194. ↑  Warner, 1960, p. 95.
195. 1 2  Maffeo, 2012, p. 273
196. ↑  Warner, 1960, p. 104.
197. 1 2 3 4 5  James, 2002, p. 183
198. ↑  James, 2002, p. 182.
199. 1 2  Herold, 1962, p. 123.
200. ↑  Gary D. Brown. «Prisoner of war parole: Ancient concept, modern utility». The Air University. p. 200. Archivado desde el original el 24 de febrero de 2014. Consultado el 24 de junio de 2014.
201. ↑  Allen, 1905, p. 213.
202. 1 2 3  Clowes, 1997, p. 373
203. 1 2 3 4  James, 2002, p. 184
204. ↑  Cole, 2007, p. 111.
205. ↑  Cole, 2007, p. 112.
206. ↑  Rodger, 2004, p. 460.
207. 1 2 3  Herold, 1962, p. 124.
208. ↑  Warner, 1960, p. 147.
209. ↑  Bradford, 2012, p. 212
210. ↑  Maffeo, 2012, p. 277.
211. ↑  Jordan y Rogers, julio de 1989, p. 219.
212. ↑  James, 2002, p. 186.
213. ↑  Gardiner, 2001, p. 67.
214. 1 2  Musteen, 2011, p. 20
215. ↑  James, 2002, p. 265.
216. 1 2 3 4 5  Datos de la inflación del índice de precios al consumo de Gran Bretaña basados en: Gregory Clark (2013). «The Annual RPI and Average Earnings for Britain, 1209 to Present (New Series)» (en inglés). Measuring worth. Consultado el 27 de junio de 2014.
217. 1 2  James, 2002, p. 185
218. 1 2 3  James, 2002, p. 187
219. ↑  Warner, 1960, p. 146.
220. ↑  «The Battle Of The Nile» (en inglés). Nelson Society. p. 2. Archivado desde el original el 15 de septiembre de 2012. Consultado el 20 de julio de 2014.
221. 1 2 3 4  Andrew Lambert. «Nelson's band of brothers (act. 1798)» (en inglés). Oxford Dictionary of National Biography. Archivado desde el original el 12 de noviembre de 2013. Consultado el 27 de junio de 2014. (requiere suscripción).
222. ↑  The London Gazette: núm. 20939, pp. 236-245. Publicado el 26 de enero de 1849.
223. ↑  Gardiner, 2001, p. 40.
224. ↑  Adkins y Adkins, 2006, p. 40.
225. ↑  Bradford, 2012, p. 212.
226. ↑  Herold, 1962, p. 125.
227. ↑  Gardiner, 2001, p. 41.
228. ↑  Padfield y Kennedy, 2000, p. 135.
229. ↑  Germani, enero de 2000, p. 56.
230. ↑  Germani, enero de 2000, p. 63.
231. ↑  Herold, 1962, p. 131.
232. ↑  Mostert, 2007, p. 275.
233. ↑  Mostert, 2007, p. 706.
234. ↑  Germani, enero de 2000, p. 67.
235. ↑  Cole, 2007, p. 108.
236. ↑  James, 2002, p. 179.
237. ↑  Maffeo, 2012, p. 272.
238. ↑  Clowes, 1997, p. 371.
239. ↑  Forester, 2001, p. 120.
240. ↑  Mostert, 2007, p. 274.
241. 1 2  Esdaile, 2001, p. 19.
242. ↑  James, 2002, p. 189.
243. ↑  Gardiner, 2001, p. 70.
244. ↑  Rose, 1924, p. 144.
245. ↑  James, 2002, p. 294.
246. ↑  Gardiner, 2001, p. 62.
247. ↑  Chandler, 1999, p. 226.
248. ↑  Rodger, 2004, p. 461.
249. ↑  Gardiner, 2001, p. 14.
250. ↑  Maffeo, 2012, p. 275.
251. ↑  Gardiner, 2001, p. 78.
252. ↑  Ingram, julio de 1984, p. 142.
253. ↑  Maffeo, 2012, p. 259.
254. ↑  Jordan y Rogers, 1989, p. 216.
255. ↑  Germani, enero de 2000, p. 69.
256. ↑  Nanora Sweet (ed.). «Hemans, Felicia Dorothea». Oxford Dictionary of National Biography (en inglés). Archivado desde el original el 15 de mayo de 2014. Consultado el 14 de mayo de 2014. (requiere suscripción).
257. ↑  Baker, 1995, p. 93.
258. 1 2  David Derbyshire (28 de abril de 2009). «Nelson's battlefield: Google Earth finds the forgotten clumps of trees planted as a living map to commemorate Admiral's victory at Battle of the Nile». Daily Mail (en inglés). Consultado el 14 de mayo de 2014.
259. ↑  Richard Savill (27 de abril de 2009). «Battle of the Nile tree clumps pinpointed for visitors by National Trust». The Daily Telegraph (en inglés). Consultado el 14 de mayo de 2014.
260. 1 2 3  Henty, 2008, p. 314.
261. ↑  Adrian Wills (2008). «Decade to mark the naval hero's battle» (en inglés). The news centre. Archivado desde el original el 8 de septiembre de 2008. Consultado el 14 de mayo de 2014.
262. ↑  Bradford, 2012, p. 208.
263. ↑  «Nelson’s Island» (en inglés). Nelson Society. Consultado el 21 de julio de 2014.
264. ↑  «Women in Nelson's Navy - Burials on Nelson's Island» (en inglés). BBC - History. 17 de febrero de 2011. Consultado el 26 de junio de 2014.
265. ↑  «Nelson's troops reburied in Egypt» (en inglés). British Broadcasting Corporation. 14 de abril de 2005. Consultado el 26 de junio de 2014.